# Історія Донецької області

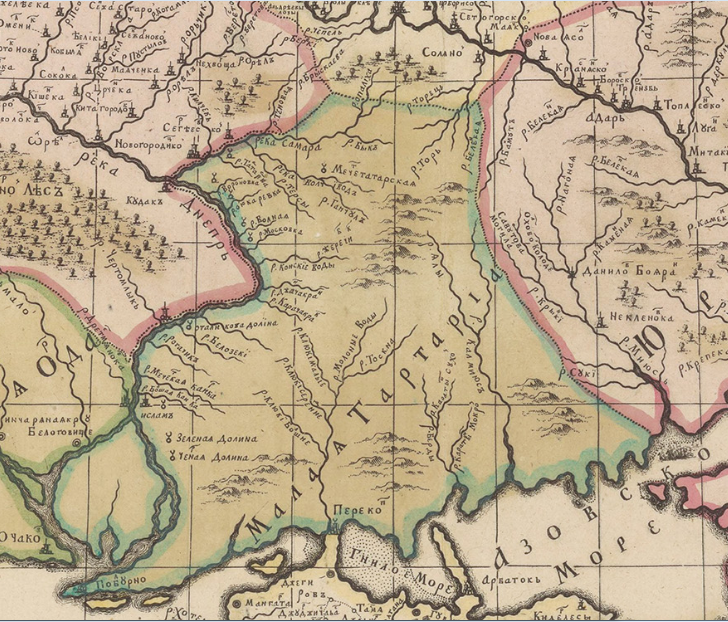
Державне утворення на території Донбасу та Північного Причорномор'я «Мала Татарія», одина з столиць якої знаходилась в районі Маріуполя.

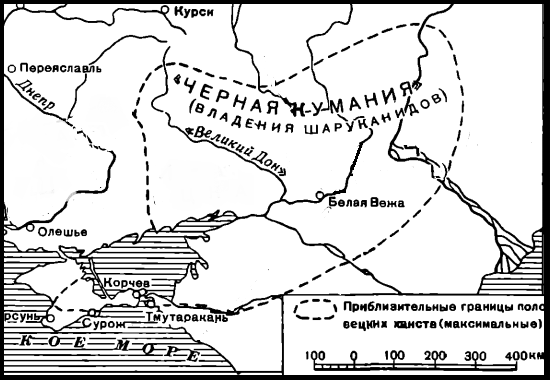
Половецьке ханство Чорна Кумаія.

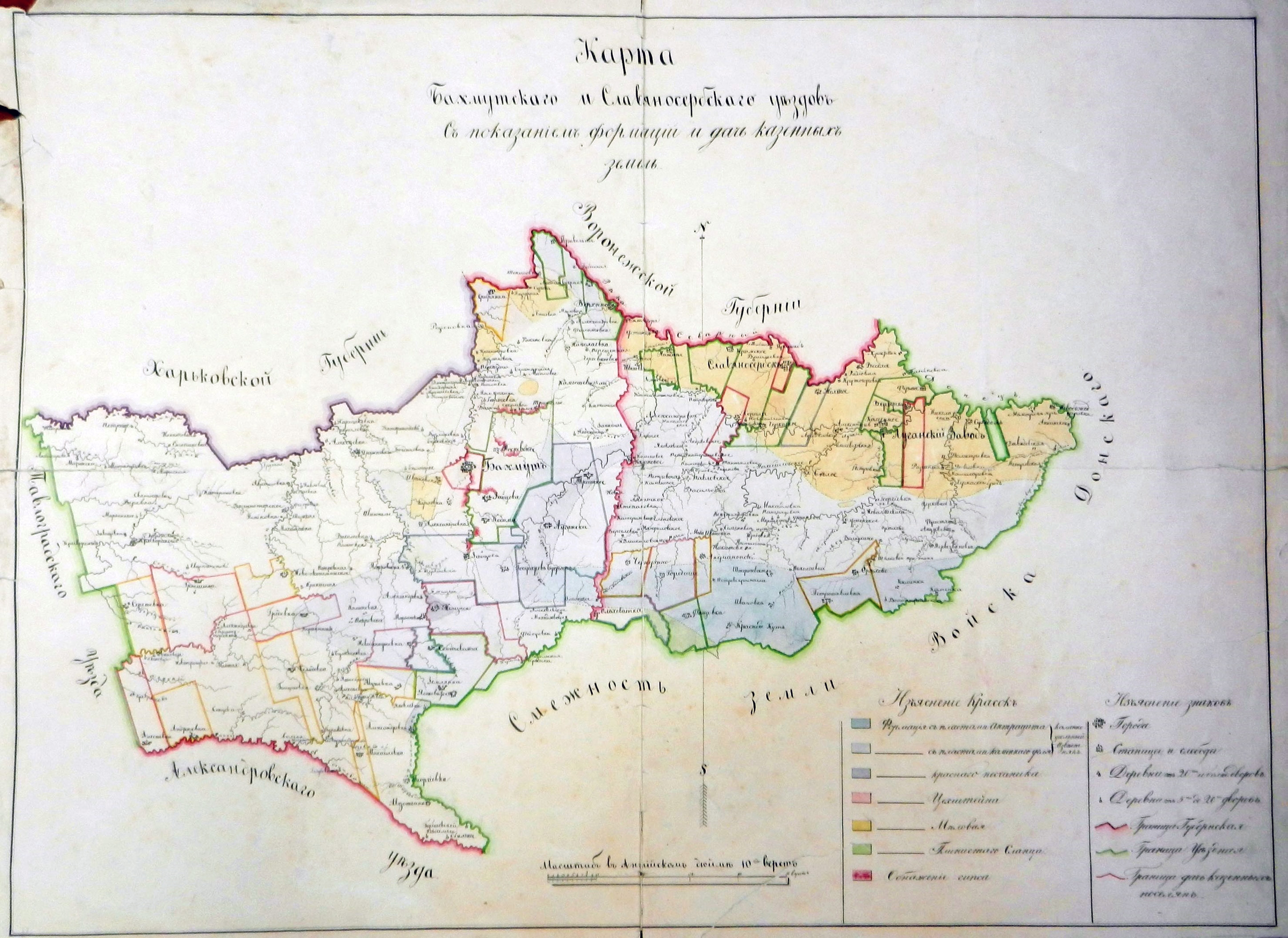
Територія Другої Донецької губернії яка була створена в 1919 році на території Бахмутського і Слов'яносербського повіту з центром в Бахмуті.

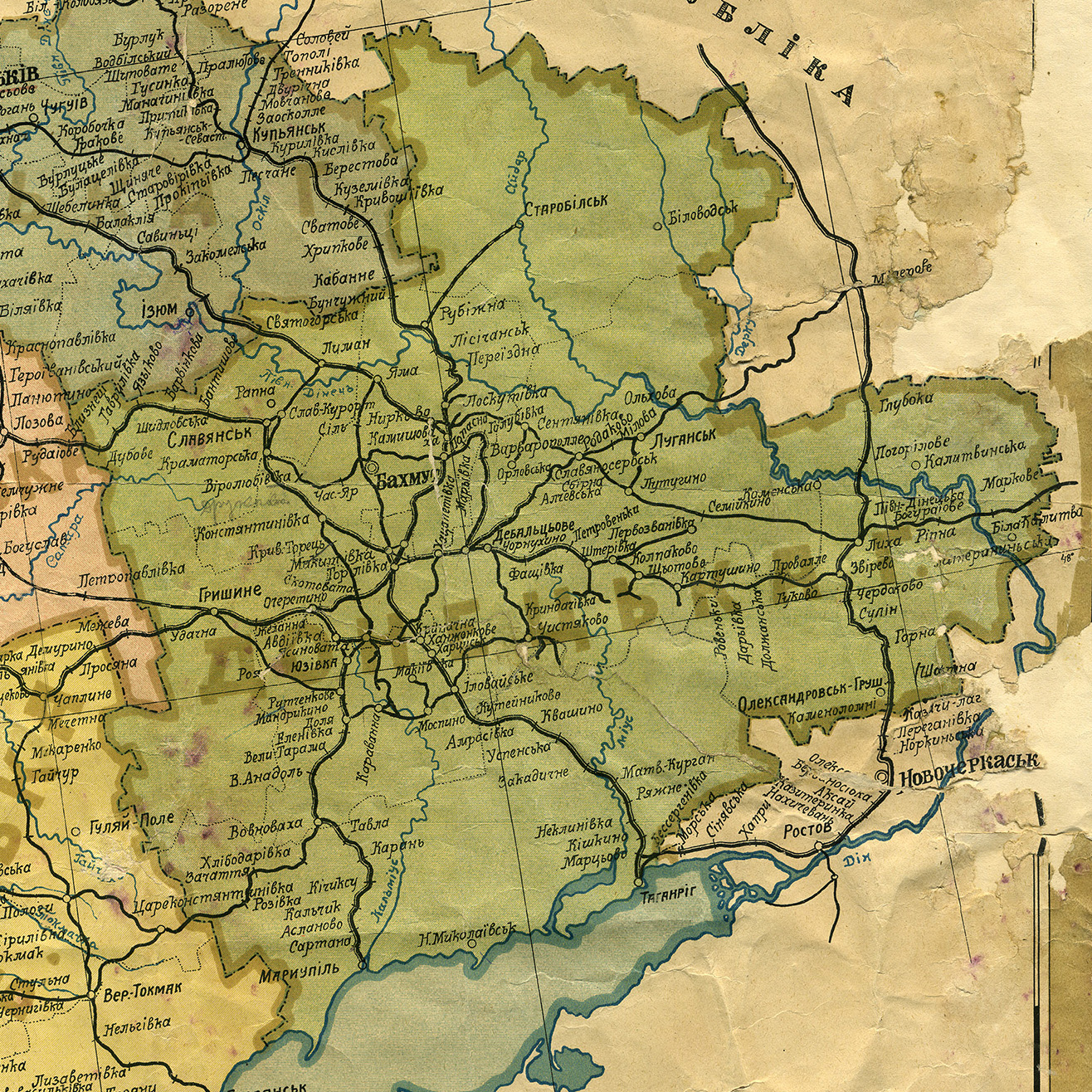
Територія на яку претендувала Перша Донецька губернія в 1917—1918, і на якій була створена Донецька губернія в 1920 році.

Історія Донецької області — історія територій, на яких знаходиться сучасна Донецька область — адміністративна одиниця України.

## Історичні назви території Донецької області
Донецька область утворена 2 липня 1932 року з центром у Артемівську а з 16 липня 1932 — у Сталіному.
3 червня 1938 року Донецька область була поділена на Сталінську і Ворошиловградську області.
Під час тимчасової окупації німецько-нацистськими військами і їх союзниками з жовтня 1941 по вересень 1943 мала назву Юзівська область (див. Генеральна округа Сталіно).
9 листопада 1961 року Сталінська область перейменована на Донецьку.
XVI століття
На карті, створеній німецьким лінгвістом і математиком Себастьяном Мюнстером в 1550 році, територія нинішньої Донецької області носила назви Tataria minor — Мала Татарія.
На карті Герарда Меркатора 1594 року — Руссія і суміжні, територія, на якій нині Донецька область, носила назву Кримська Татарія за Перекопом.

## Археологічне дослідження Донбасу
В археологічному плані Донбас досліджений ще недостатньо. Це край гористо-степового характеру, де домінуючою височиною є Донецький кряж і Приазовська височина. Головна водна артерія Донбасу річка Сіверський Донець. Перші згадки про неї є у грецьких істориків Геродота, Полібія і Страбона.
Археологічне вивчення Донбасу почалося значно пізніше, за інші регіони України. Це пояснюється тим, що деякі історики дореволюційного періоду дотримувалися генуезької теорії, вони стверджували, що через несприятливий клімат у донецьких степах до нової ери тут ніхто не селився.
Перші археологічні дослідження на Донбасі почалися в 1850-х роках з розкопок курганів із стоячими на них кам'яними бабами.
Серед дослідників, які проводили роботи на Донбасі наприкінці 19-го, початку 20-го століть, варто назвати В. Н. Бранденбурга, В. А. Харламова, Е. Н. Тріфільева.
Перші твердження щодо заселення середньої течії Сіверського Донця в кам'яну і бронзову епоху ми знаходимо у Д. І. Багалія (1890), який свої міркування підтвердив повідомленнями про знахідки кам'яних і бронзових знарядь праці в Ізюмському, Старобільському повітах.
У 1902 році було піднято питання про проведення дванадцятого археологічного з'їзду в Харкові, підготовка і проведення якого стали початком археологічного дослідження басейну Сіверського Донця.
З ініціативи попереднього комітету з підготовки дванадцятого археологічного з'їзду були проведені розвідки і невеликі розкопки А. М. Покровським біля села Прелесне. В. І. Спесивцев проводив також розкопки на дюнах в околицях сіл Райське, Лиман, Щурово, Ямполя. Зібрана ним колекція археологічних знахідок була передана в 1903 році в музей витончених мистецтв Харківського університету.
За пропозицією А. С. Федоровського, в плані роботи комісії було передбачено обстеження околиць Райгородка, в результаті якого А. С. Федоровський відкрив тут стоянку кам'яного віку, зібрав багатий матеріал і зробив стратиграфічні спостереження над заляганням в дюнах культурного шару.
Але особливо значними і важливими були дослідження, проведені відомим російським археологом професором В. А. Городцовим. На підставі матеріалу, видобутого ним під час розкопок в басейні Сіверського Донця, він перший довів існування бронзового століття в Східній Європі. Ним було розкопано багато стародавніх поховань з пофарбованими і скорченими кістками. Вони розрізнялися не тільки по інвентарю, покладеному в могилу, а й формою поховальних споруд. Одні поховання знаходилися в ямах, інші — в катакомбах, треті — в зрубах. В. А. Городцов встановив, що ці поховання відносяться до бронзового віку. Він з'ясував, що люди, що залишили ці поховання, жили тут з кінця III тисячоліття по I тисячоліття до н. е. Він відтворив картину життя стародавніх мешканців південноруських степів, простежив стадії розвитку їхньої культури, умовно розділивши по типу поховань на ямну, катакомбну і зрубну.

## Історія

### Кам'яна доба
Заселення території області почалося ще за доби палеоліту. Пам'ятки кам'яної доби відомі більш як у 35 пунктах. Найдавнішу з них було виявлено поблизу Амвросіївки, її датовано раннім палеолітом (300—100 тис. років тому).
Стоянки кінця раннього палеоліту відкриті поблизу Олександрівки та Антонівки, у Мар'їнському районі (100-30 тис. років тому). Майстерні для обробки кременю тієї ж доби виявлені біля сіл Білоярівки, Успенки і Новоклинівки Амвросіївського району.
Поселення пізнього палеоліту (30-14 тис. років тому) відкриті поблизу Сіверського Донця, біля сіл Богородичного, Пришиба, Тетянівки. Широко відома стоянка мисливців на зубрів, розташована поблизу Амвросіївки.
Менше вивчений мезоліт (13-8 тис. років тому). До цієї пори належать залишки поселень, виявлених біля сіл Дронівки Артемівського району, Діброви Краснолиманського району, в урочищі Кремінна Гора недалеко від с. Олександрівки Мар'їнського району.
На території області відомо 25 неолітичних пам'яток (V—III тис. до н. е.). Поселення цього періоду виявлені вздовж берегів Сіверського Донця — у селах Брусівці, Дронівці, Іллічівці, Райгородку та ін. На території області тоді були центри видобутку та обробки кременю — біля с. Широкого Амвросіївського району відкрито штольневі виробки. Донецький кремінь був також предметом міжплемінного обміну. Відомо понад 30 древніх майстерень біля Казенного Торця, Сухого Торця, Кривого Торця, Бахмутки, Осики, Кринки та ін. Гадають, що вони існували і в часи раннього металу (III—II тис. до н. е.).
У 1930 році на території Донецької області відкрито пам'ятку європейського значення — могильник неолітичного часу (поблизу м. Маріуполя), де розкопано 122 поховання.
- Кринкське рубило
- Амвросіївська стоянка
- Маріупольський могильник

### Початок доби металів
Докладніше: Донецька культура
Більш як у 80 пунктах, переважно поблизу Сіверського Донця, Бахмутки і в Приазов'ї, знайдено пам'ятки періоду міді — бронзи (III-І тис. до н. е.) Древні розробки міді поблизу Артемівська, в Клиновому, Калинівському і поховання майстра-ливарника в Краматорську свідчать про те, що територія Донецької області була одним з центрів видобутку й обробки міді.
Поблизу Маріуполя були виявлені залишки дерев'яних чотириколісних возів з суцільними дерев'яними дисковидними колесами. Вченими ця знахідка датована XXXII століттям до н. е. Таким чином, знайдені в Приазов'ї вози є на сьогодні найдавнішим видом колісного транспорту в світі (раніше таким вважався транспорт Месопотамії XXVI століття до н. е.).

## Перші кочовики Північного Приазов'я

### Кимерійці
Кімерійці

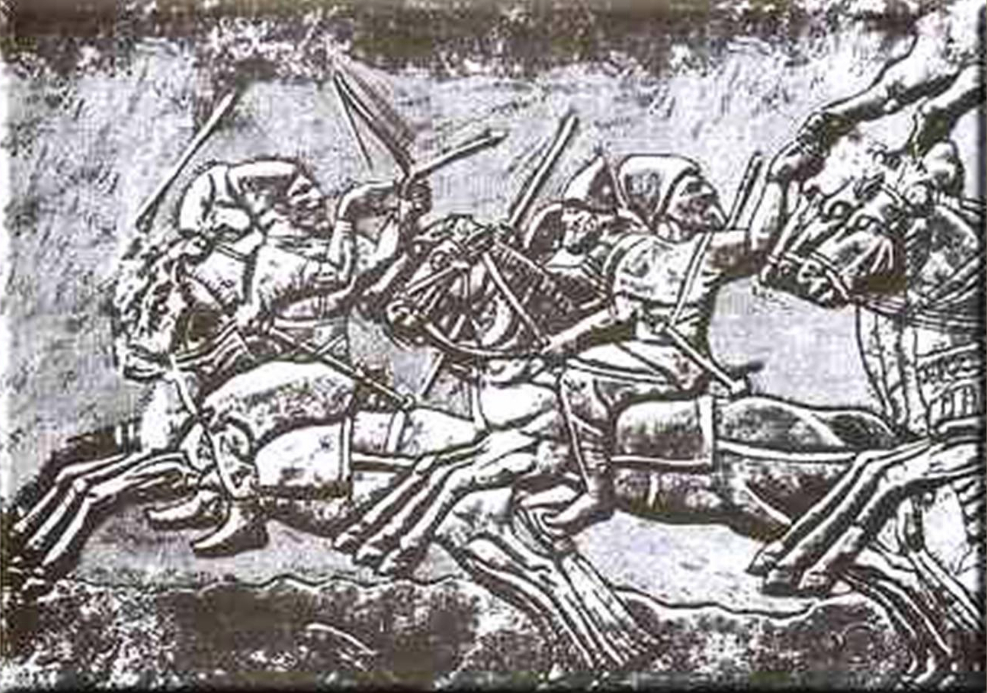
Нимрудський рельєф із зображенням кімерійських воїнів

Історія Донецької області починається три з половиною тисячі років тому, коли тут з'являються племена кочівників кімерійців, про яких збереглися невиразні згадки у письмових джерелах Азії та Греції. З ассирійських джерел відомо, що у восьмому-сьомому століттях до різдва Христового кімерійці з приазовських степів вторгалися в Закавказзя, де воювали проти країни Урарту, що перебувала на стику сучасних Вірменії, Туреччини та Ірану. У 679 році до н. е. молодий і діяльний ассирійський цар Ашшур-аха-иддин здійснив похід на північ і вщент розгромив кімерійське військо. Всі перемоги свого царя жерці фіксували в хроніку, з якої ми і знаємо про подію.
Однак кімерійці незабаром оговталися від удару і при наступному царі Ашшурбаніпалом ассирійцям знову довелося воювати з ними. Завдяки спільним зусиллям ассирійців і лідійців на півдні і появі на півночі нового ворога — скіфів, могутність кімерійців було переможено, а їхні рідні причорноморські степи були завойовані і заселені скіфами, що прийшли зі сходу.
Пам'ятки:
- Васильківський курган
- Веселодолинский курган
- Комишувахський курган
- Стрижена могила
- Чорногорівський курган

### Скіфи

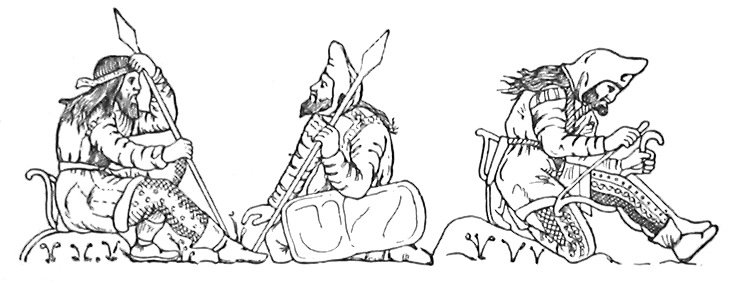

Скіфи
У VII ст. до н. е. з появою кочових скотарських племен скіфів на території області з'являються залізні знаряддя праці. Ці землі у IV ст. до н. е. були складовою частиною скіфського державного об'єднання (царства Атея). Скіфи залишили в степу нечисленні (відомі в 6 пунктах) курганні поховання поблизу м. Ями, Артемівська, Жданова. Велику зацікавленість викликає скіфська статуя V ст. до н. е., знайдена біля селища Ольхівчика (нині входить у межі м. Шахтарська).
За Геродотом, сколоти ділилися на кілька окремих племен, що мали власних царів. Частина сколотів була кочівниками, а частина хліборобами. Назвати Скіфію цього часу державою складно, швидше це був союз племен, на чолі якого стояли царські скіфи — найбільш численний і, за словами Геродота, доблесний рід. Царські скіфи були кочівниками і займали східну половину (тобто і сучасний Донбас) сколотських земель. Якщо вірити «батькові історії», то вони вважали інших скіфів своїми підданими.
За інформацією  Страбона, кочовики  взимку  випасали  худобу  біля «боліт Меотіди» (тобто на заболочених берегах Азовського моря), а влітку  переганяли  її  на  північ. 
У ІІІ–ІІ ст. до н. е. племена сарматів витіснили скіфські племена далеко за Дніпро і до Кримських степів.
Пам'ятки:
- Двогорба Могила
- Передерієва Могила

### Сармати
Сармати
У II ст. до н. е. в Донецьких степах з'являються сармати, які прийшли із Заволжя. Найвідоміші пам'ятки цього часу — сарматські поховання біля с. Новолуганського, коло м. Слов'янська і с. Прелесного. З IV ст. цю територію захоплюють нові орди кочівників.
Варто підкреслити, що, на  відміну  від  періоду  скіфського  панування, умови  життя  у степах сарматської доби характеризувалися великою нестабільністю. Дослідники налічують не  менше  п'яти «хвиль»  сарматського  просування  у  цей  регіон.  Нові  великі  маси переселенців  зі сходу  з'являлися  в  середньому раз на 100—150 років, змінюючи етнополітичну карту регіону.  По  мірі  просування  на  захід  культура  сарматів втрачала свої етнічні  особливості, набуваючи  рис  нових народів, з якими  вона вступала  у  контакт. Протягом  понад 600 років  сармати становили основне населення степів Приазов'я. Майже весь цей час (крім періоду готського  панування)  вони  були  домінуючою  військово-політичною силою  в  цьому  регіоні.
На території нинішньої області було кочовище сарматського племінного об'єднання роксоланів. Чотири століття сармати безроздільно панували на величезних степових просторах, поки їх в третьому столітті не потіснили прийдешні з півночі германці-готи, а завершилося сарматське час в четвертому столітті нашої ери, коли з Азії прийшли нові завойовники — гуни.

### Греки
Район нинішнього донецького приазов'я був відомий давньогрецьким колоністами мореплавцям. В околиці Маріуполя, на думку істориків М. Нінка і К. Кречмера, перебувала грецька колонія іонітів Кремни. Колонія була заснована VII столітті до нашої ери і проіснувала близько століття. За Кальміусом у бік Кривої Коси перебувало грецьке село Карія. Також їм була відома нинішня річка Кальміус яка носила грецьку назву Поріт і її гирло зі зручною гаванню куди заходили грецькі кораблі для торгівлі з місцевими скіфськими племенами і для торгівлі з глибинними районами Донбасу.
Також древнім грекам була відома центральна частина нинішньої області, яку єгипетський географ Клавдій Птолемей називав Аланськими горами котрі нинішні вчені ототожнюють з Приазовською височиною і Донецьким кряжем.
Колонії поселення:
- Кремни
- Карія
- Гирло річки Поріт

### Боспорське царство
На початку V ст. до н. е. багато з грецьких поселень на Боспорі об'єдналися навколо Пантікапея і правлячої в ньому династії Археанактидів, що вела свій початок від мілетця Археанакта. Так виникла Боспорська держава, столицею якої став Пантікапей. Новому державному об'єднанню підкорявся ряд тубільних племен, північного Приазов'я.
До початку нашої ери в північному Приазов'ї на зміну грекам з'явилися римляни.

### Готи
Остготи

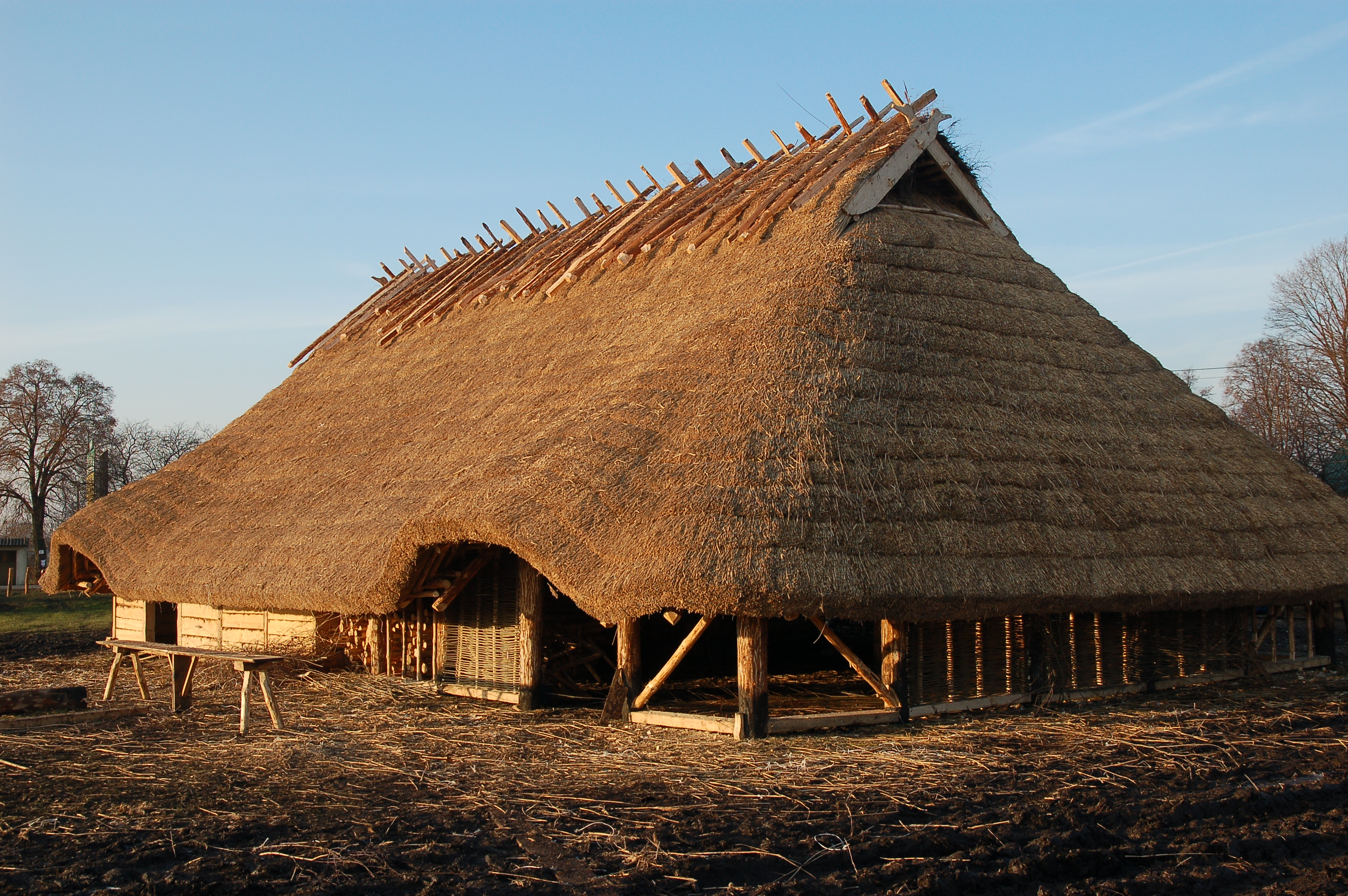

У третьому столітті до Причорноморських степів дісталися готи — войовниче германське плем'я, яке розпочало свій шлях століттям раніше з берегів Балтики. Майже століття вони шукали собі нові землі, які могли б прогодувати їх плем'я, що розрослося, і, нарешті, вибрали собі степи сучасної України. Місцеве населення захоплених

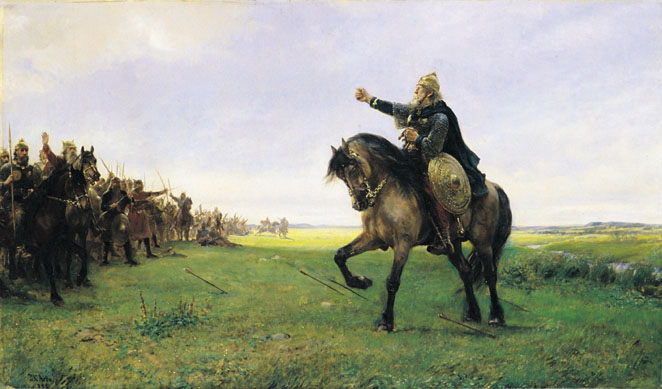
Готський вождь викликає гунів на бій (полотно П. Н. Арбо, 1886)

земель вони виганяли або підкоряли своїй волі. Тут ними в 252—254 роках був захоплений і істотно зруйнований Танаїс. Однак центр їхньої держави розташовувався значно західніше: від Наддніпрянщини до Дунаю. В цих краях практично немає готських археологічних пам'яток. Більшу частину місцевого населення Приазов'я в цей час становили сармати, що залишилися тут з доготських часів, і визнали над собою владу загарбників.
У IV столітті на східних кордонах готського королівства з'явилися гуни.
Після роздумів, йти або чинити опір, готи вирішили битися. Деякий час вони чинили опір, але незабаром помер старий Германаріх, і це схилило чашу терезів на користь кочівників. Як тільки помер король, підкорені їм росомони і слов'яни повстали і вдарили в спину готам. Проте боротьба зі слов'янами підточила сили готів, і вони не змогли відбити наступний гунський удар. Остготське королівство було підкорене, а його мешканці підкорилися гунам. Вестготи, вирішили не воювати і бігли від кочівників на територію Римської імперії. В обмін на землі для поселення у Фракії вони обіцяли підкорятися римським законам, визнати імператора своїм правителем і прийняти християнство. До них приєдналися ті остготи, які не бажали жити під владою кочівників.

### Гуни
Гуни

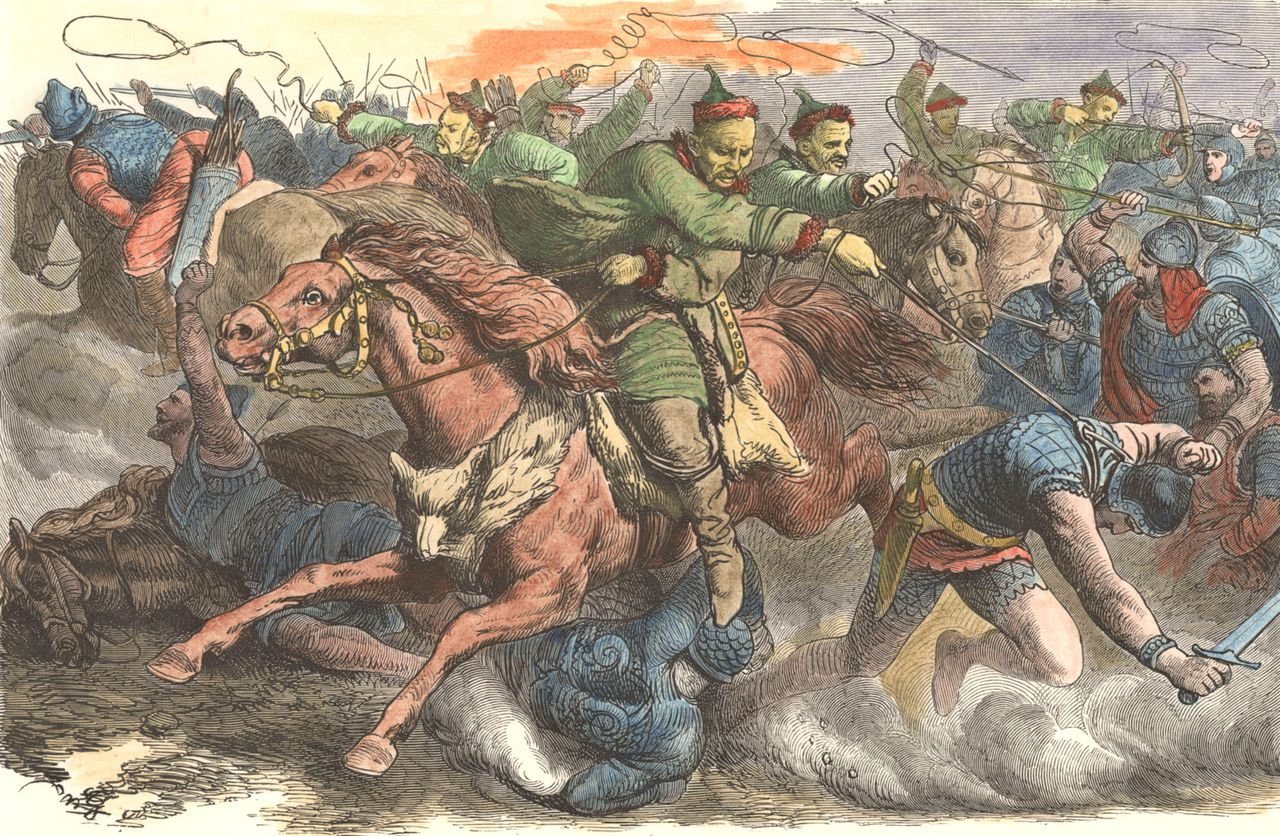
П. Гайге. «Гуни борються з аланами».

В кінці четвертого століття по причорноморських степах пройшлися гуни — кочовий народ, прикочували сюди від китайських кордонів. Розбивши аланів і розтрощивши готську державу, вони пішли на захід в район сучасних Угорщини та Австрії
На самому Донбасі залишилися кочувати частина гунів — акаціри. У 463 році акацирів підкорили сарагури і анагури.
Пам'ятки:

### Авари

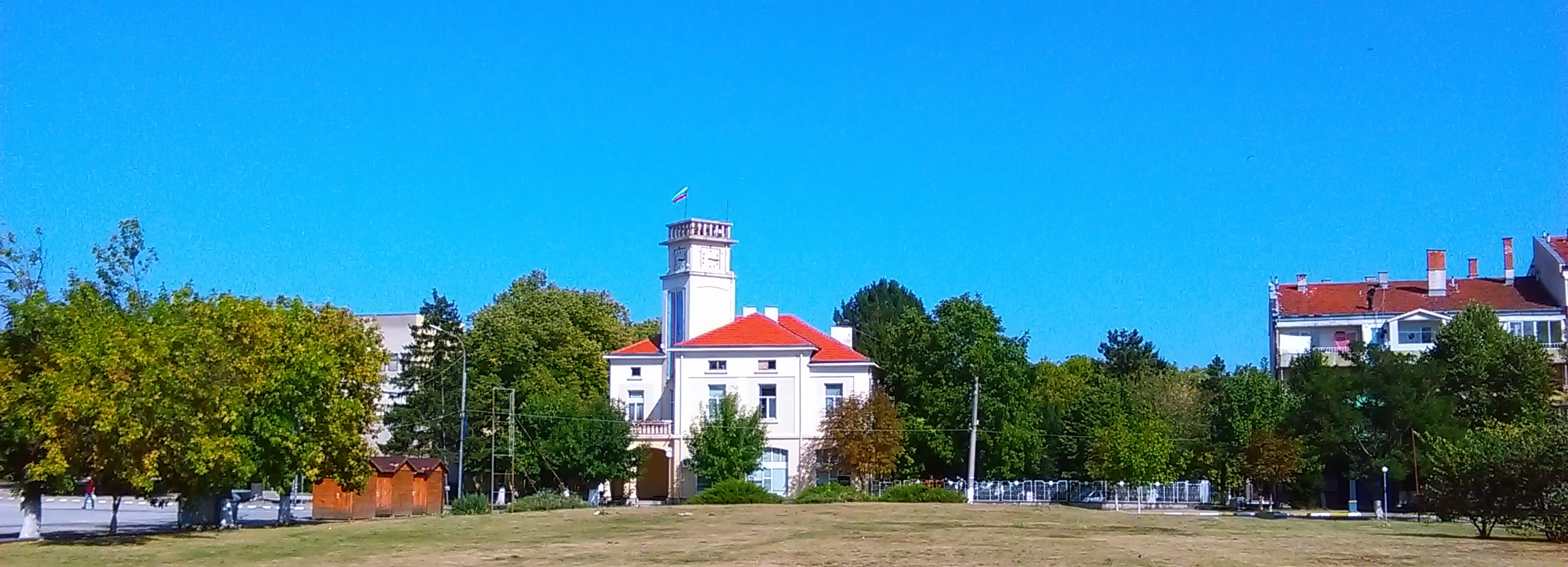
Хан Кубрат з синами.

Авари

Після навали у IV ст. гуннів в VI ст. тут побували авари. Після смерті Аттіли між його вождями почалася війна, в результаті якої німецька частина його колишніх підданих розгромила гунську частину в 451 році в битві на річці Неда в Панонії. Уцілілі кочівники спробували прорватися на Балкани, але й там їх чекала невдача. В результаті цих поразок гунський народ розпався на окремі орди, кожна з яких почала шукати своє місце під сонцем. Одним з таких осколків були булгари, які повернули на схід і зайняли степи на схід від Дніпра. Сюди ж із заходу прикочував ще один народ — авари, які на деякий час зуміли підпорядкувати собі булгар. Однак згодом авари за прикладом гунів вирушили завойовувати Європу, і булгари залишилися господарями на цих землях.

### Велика Булгарія
Велика Булгарія

На початку сьомого століття хан Кубрат зумів зібрати під своєю рукою булгарські племена утигурів і кутригурів і створити досить потужну державу — Велику Булгарію, що займала південний схід сучасної України і Північний Кавказ. Кубрат помер у жовтні 668 року, а через кілька років на Булгарію напали Хозари.
Пам'ятки:

### Кара Булгар
Кара Булгар

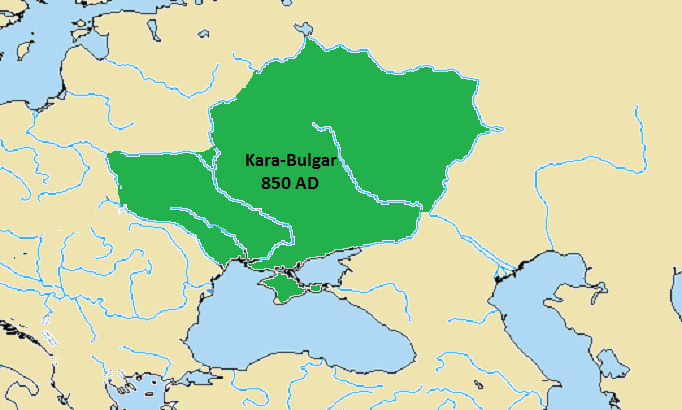

Не витримавши удару булгари розділилися: старший син Батбаян залишився в Приазов'ї і став данником хозарів, інший син, Котраг, пішов зі своєю частиною племені на правий берег Дону, третій син, Аспарух, повів своїх прихильників на Дунай, де, об'єднавшись з місцевими слов'янами, поклав початок сучасної Болгарії. Наприкінці VIII століття частина булгар переселилася в басейн Середньої Волги і Ками, де вони незабаром перейшли до осілого способу життя і створили державу Волзька Булгарія. Нащадками волзьких булгар є сучасні казанські татари і чуваші. А землі Великої Булгарії, у тому числі і Донбас, увійшли до складу Хозарського каганату.
Пам'ятки:
Сидорівське городище

### Алани
Докладніше: Салтово-маяцька культура

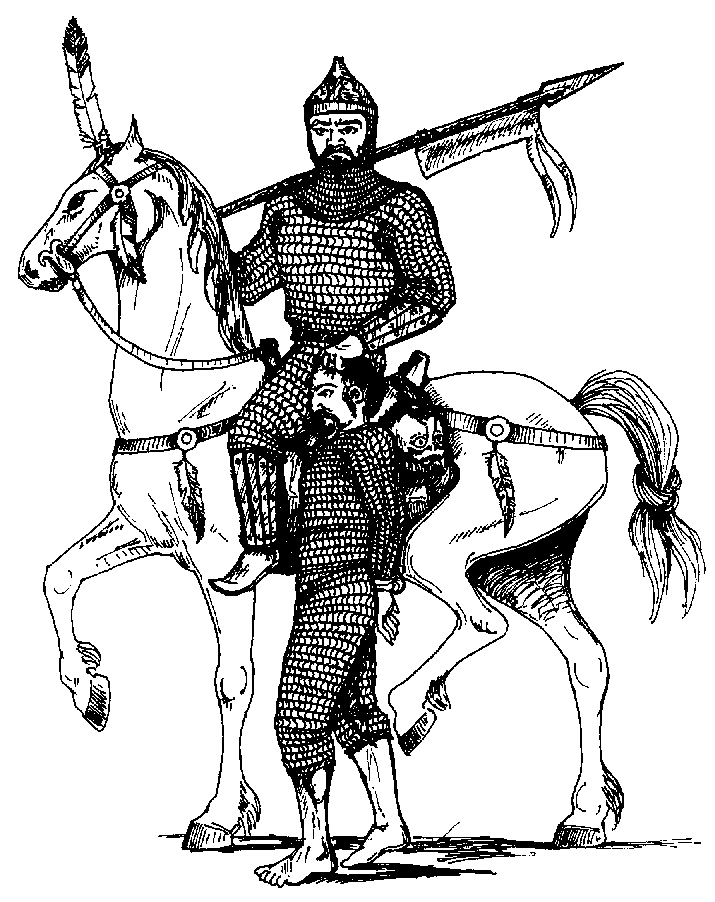
Хозарський воїн з полоненим. Малюнок Нормана Фінкельштейна за мотивами зображення кочівника на срібному глечику з скарбу Надь-Сент-Міклош.

### Хозари
Хозарський каганат

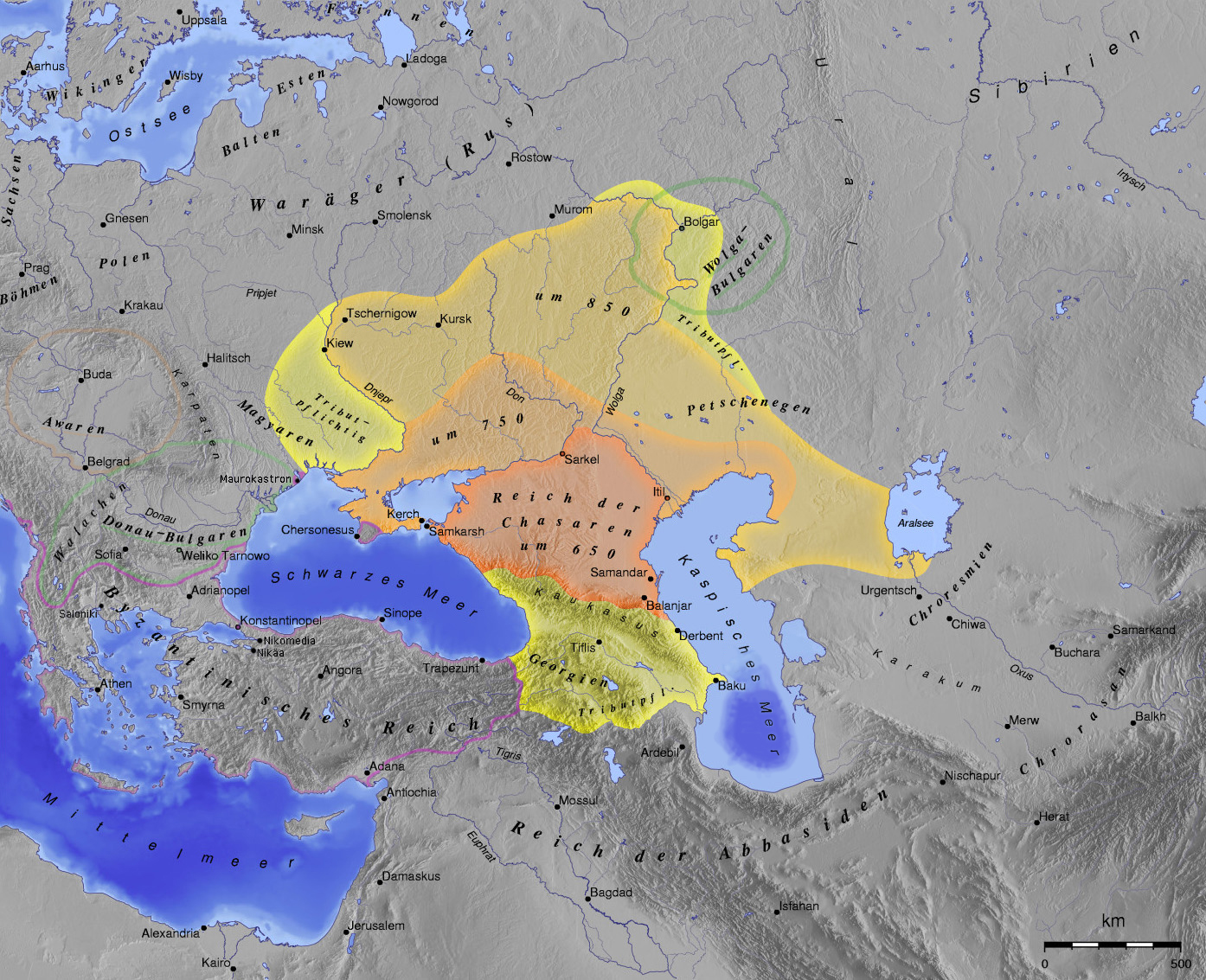

Після розгрому Великої Булгарії в другій половині сьомого століття територія сучасного Донбасу входила до складу Хозарського каганату. Сильна влада і потужна армія дозволили кочівникам на десятиліття встановити період відносної стабільності, завдяки чому в регіоні склалися досить комфортні умови для життя.
У середині VIII ст. в  басейн  Сіверського  Донця хозарами були переселені алани.

Знову в Подонні з'явилися постійні поселення, населенні аланами, слов'янами, булгарами. Почався розвиток ремесел і торгівлі.

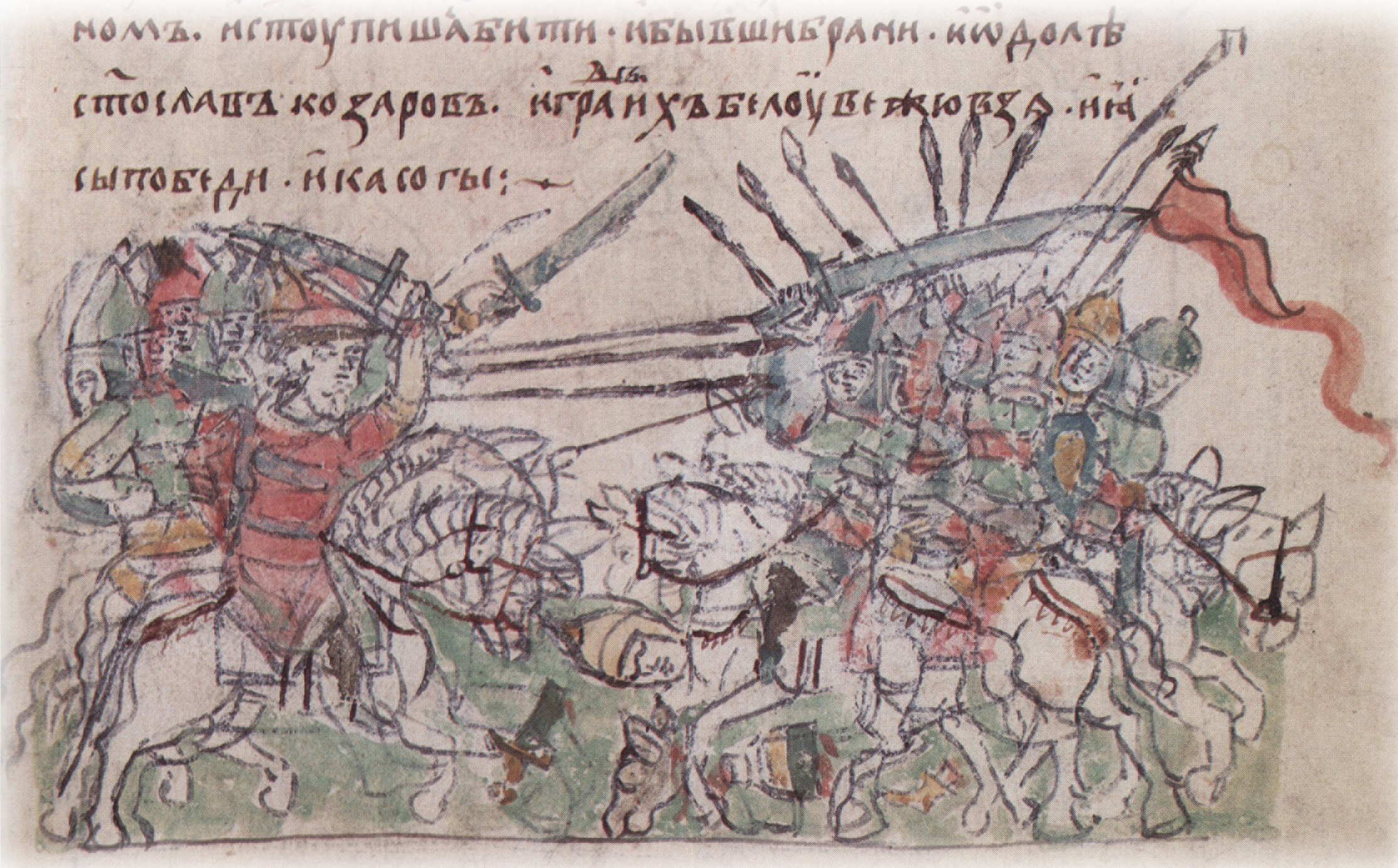
У 965 році князь Святослав пішов у Східний похід проти хазар в якому він розгромив Хозарський каганат взяв Білу Вежу. І переміг ясів і касогів.

Наприклад, в районі сучасного села Сидорово Донецької області в 2012 році археологи почали розкопки хозарського городища. Як з'ясувалося, у свій час це було гігантське місто з площею більше 120 гектарів яке мало стіни довжиною в два з половиною кілометри. Виникло місто у восьмому столітті, а приблизно в середині Х століття його жителі з невідомої причини покинули свої будинки. На думку археологів, що залишені речі свідчать про те, що люди йшли в поспіху і сподівалися повернутися. Однак місто так і залишився покинутим. Сьогодні не можна сказати, чому це сталося, але швидше за все причиною результату стала військова загроза з боку печенігів або воїнів київського князя Святослава.
Пам'ятки:
- Сидорівське городище

### Аланське князівство
Руський Каганат

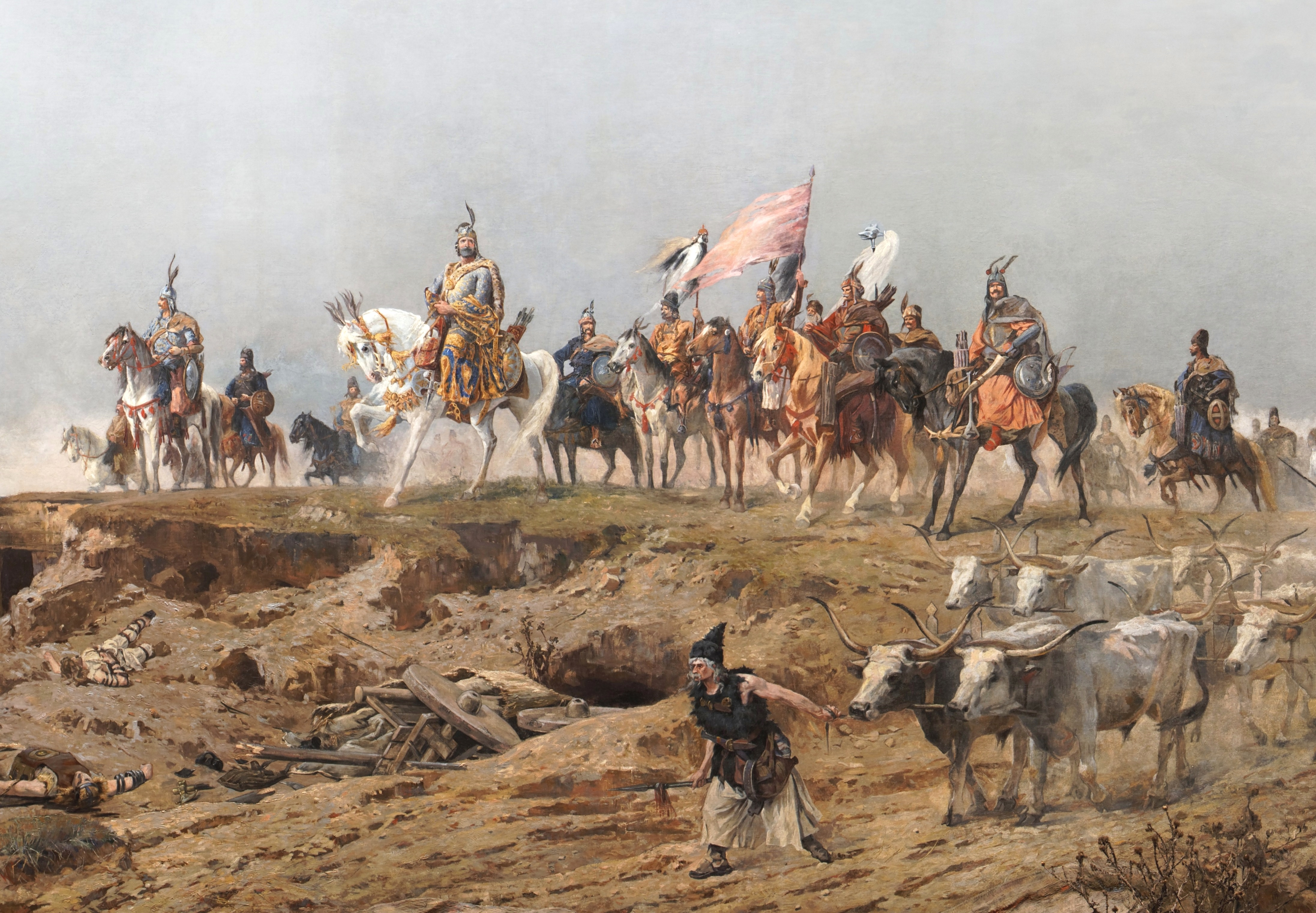

З хозарським періодом Донбасу пов'язана одна цікава гіпотеза. В арабських і франкських документах першої половини дев'ятого століття є згадка про руську державу, правителя якого називали каганом. Тобто до покликання Рюрика у русів вже була своя держава, але до цих пір достовірно невідомо, де вона розташовувалася.
На цей рахунок є кілька версій і одна з них свідчить, що Руський каганат розташовувався на південному сході сучасної України і прилеглих областях Росії.
Так Е. С. Галкіна вважає, що центр цієї держави знаходився у верхів'ях річок Оскол, Сіверський Донець і Дон. Російський історик і філософ Сергій Перевезенцев називає цю державу Аланською Руссю і вбачає його витоки на Дону. Донецький історик і публіцист Олексій Іванов окреслює кордони цієї держави по лінії Сіверський Донець — Дон — Азовське море на південному сході і Дніпром на Заході. Завдяки археологічним розкопкам нам відомо, що з восьмого по десяте століття на цій території існувала вельми розвинена міська цивілізація, зі змішаним алансько-булгарсько-слов'янським населенням. По місцях проведення перших розкопок біля села Верхнє Салтово і Маяцкого городища відкрита археологічної культура була названа Салтівська. На сьогодні крім звичайних поселень відомо шість Салтівських фортець, побудованих з каменю і глиняних цегл. Таким чином, можливо, що перша держава з назвою Русь виникла саме тут. Правда тоді виходить, що руси — це одне з іраномовних племен, згодом злилося зі слов'янами і залишило їм своє ім'я. Втім, не всі дослідники з цим згодні. Серед істориків точаться суперечки, чи була Салтівська культура незалежною державою або ж це була всього лише одна з хозарських провінцій, населена переважно іраномовними аланами.

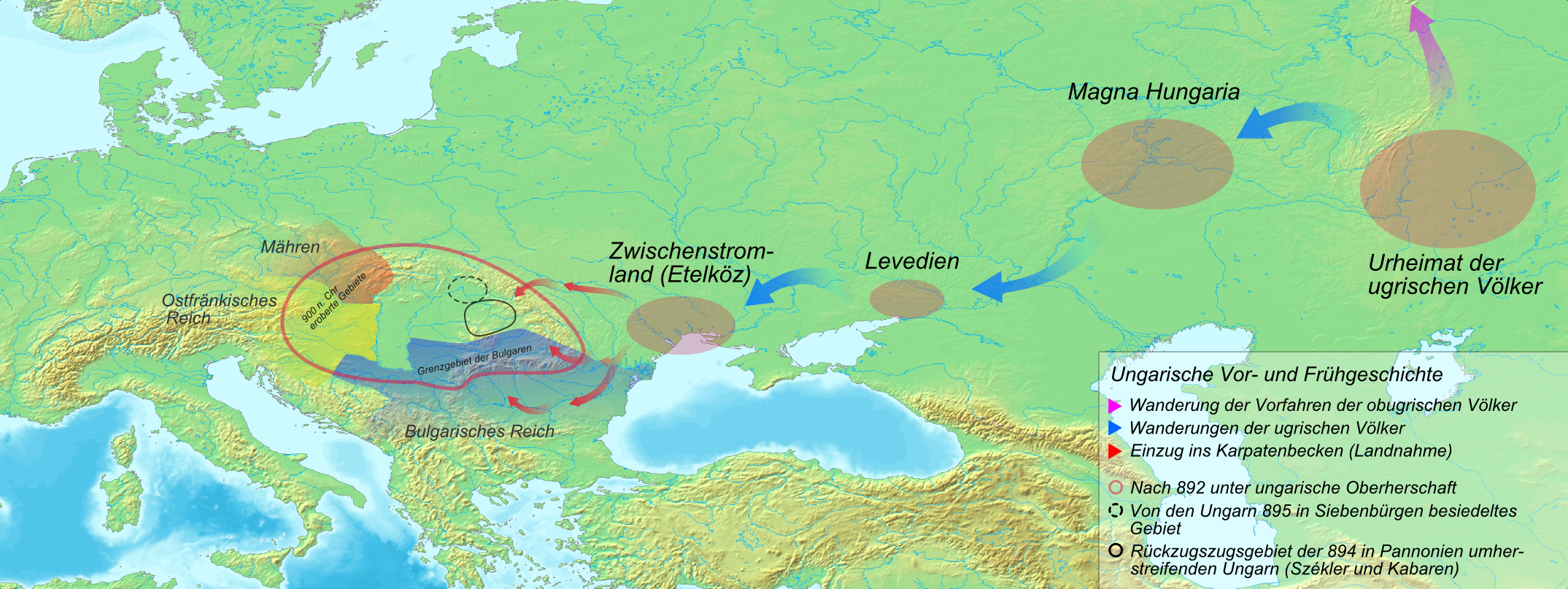

Період хозарського світу тривав до дев'ятого століття, коли нові кочові племена з Азії вирушили на захід.

### Угри
Леведія Угри
Першими в Приазов'ї та Причорномор'ї в 9 столітті перекочували угорці, які оселившись тут визнали себе васалами хозарського кагана.

### Тмутараканське князівство
Тмутороканське князівство

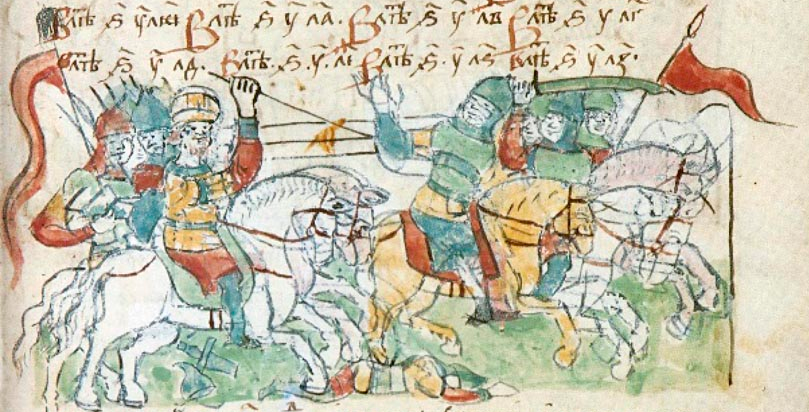
Починаючи з 920 року до 928 року князь Ігор воював проти печенігів.

Почавши  колонізацію  приозовських  степів V—VI ст., давні  слов'яни  в  X—XIII  ст.  жили поблизу  Кальміусу й Міусу. Вони видобували сіль з Генічеського й Бердянського озер і торгували з Тмутороканем. За деякими свідченнями, князь Святослав Ігоревич, розгромивши хозарів і зруйнувавши Саркел, заснував  на місці теперішнього  Маріуполя або в його околицях місто Білгород, яке пізніше татари перейменували на Білосарай. Коса недалеко  Маріуполя  й  донині називається Білосарайською

### Печеніги

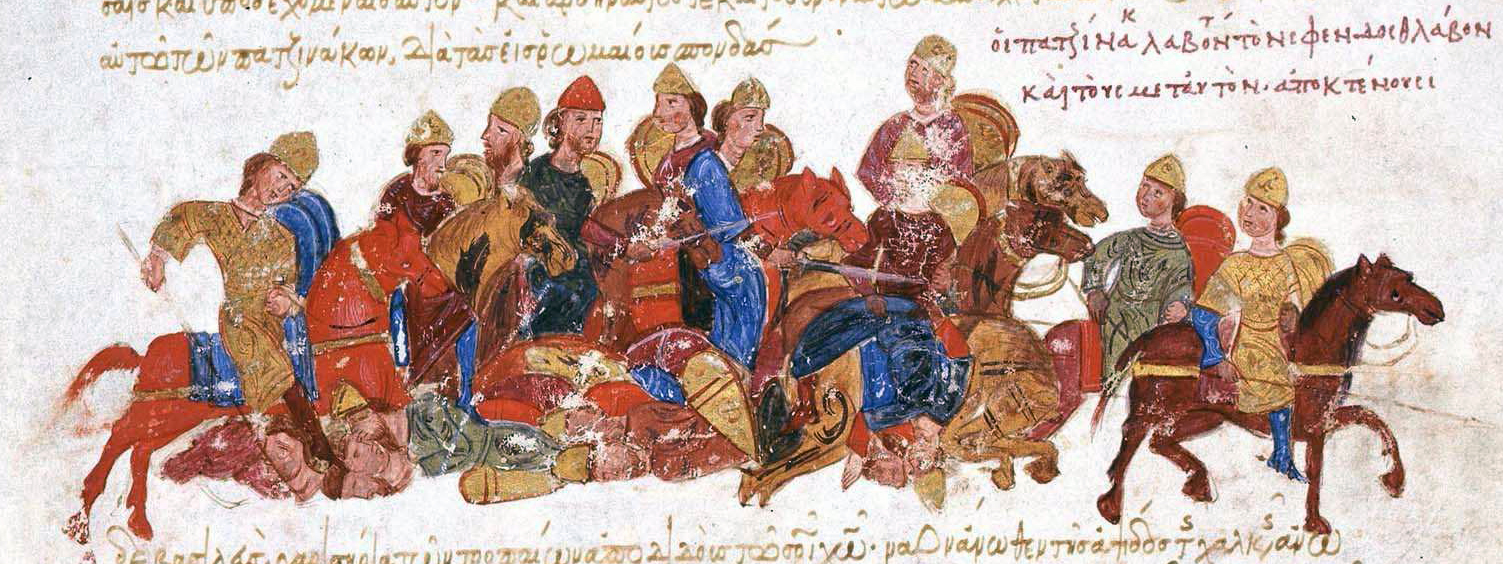
Печеніги вбивають князя Святослава Ігоровича

Печеніги
Наприкінці IX ст. сюди вторглися печеніги, витіснені в XI ст. торками, яких усередині XI ст. вигнали половці. На Донеччині виявлено близько 40 кам'яних надмогильних скульптур IX—XIII ст. ст. — слідів перебування тут кочівників. У с. Ямпіль на Донці розкопано печенізьке поховання, у м. Ясинуватій знайдено могили торка й половця, біля с. Новоіванівки Амвросіївського району — поховання багатої кочівниці.

### Торки

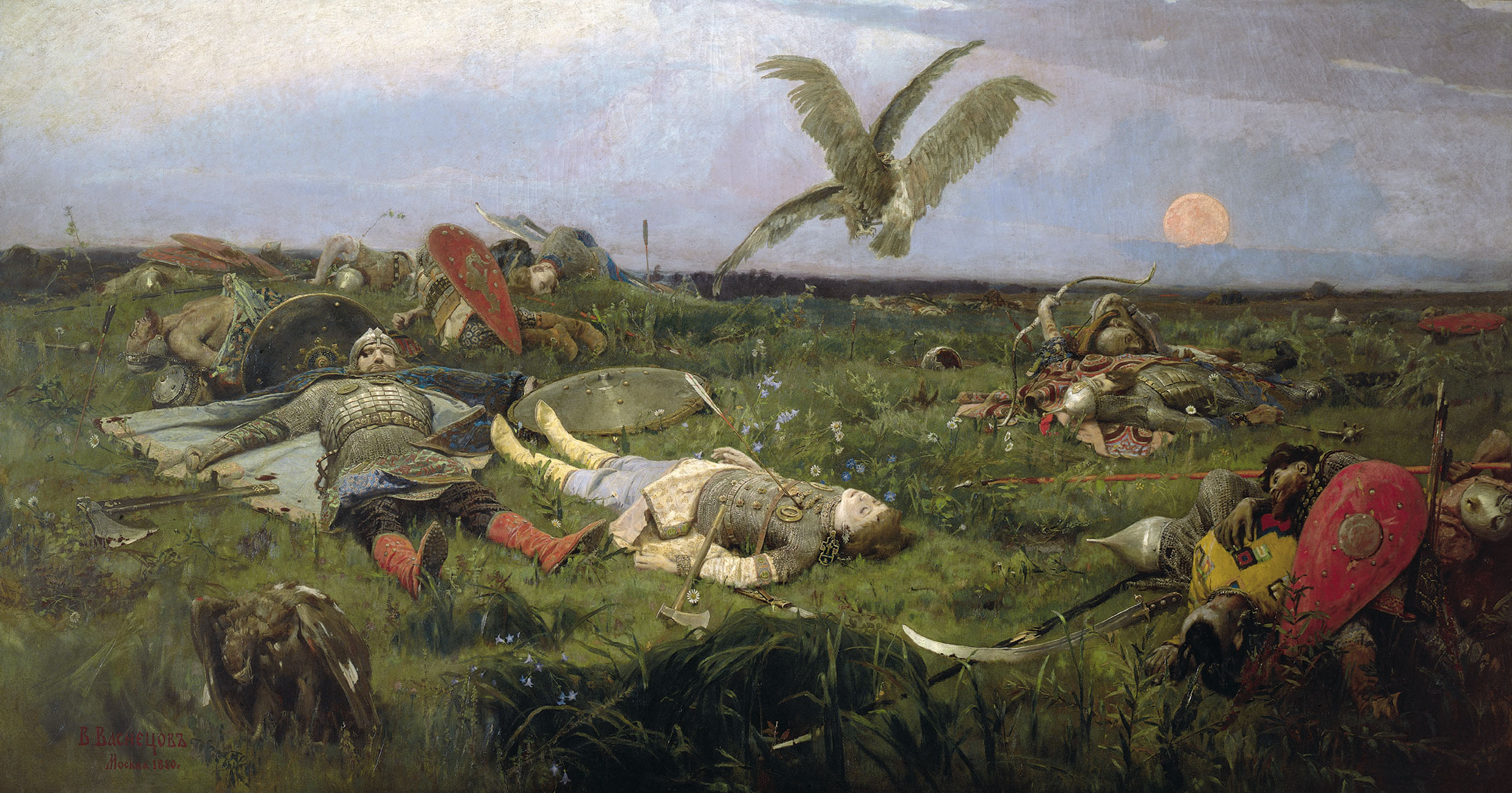
Віктор Васнецов. Після побоїща Ігоря Святославича з половцями. 1880 рік.
За даними істориків і археологів Бориса Рибакова і С. А. Плетневої, легендарна битва на Каялі відбулась на території Донецької області, північніше села Нововодяного.

Торки
У  наших  степах  торки  перебували  недовго.  У  1055  р. вони  підкралися  під  переяславський  Воїнь.  Нашкодити Київській  Русі  торки  не  могли, бо  їх  тиснула  на захід далеко  сильніша  Половецька  орда.
У  1116  р.  частину  торків  з  печенігами  розбили  полов- ці.  Вони  воювали  з  торками  ще  в  1093  р.,  а  в  1105  р. половецький  хан  Боняк  побив  торків  під Зарубом. Розбиті  торки  поселилися  над  Россю, де  заснували  селище Торчевськ.  Напевно  вони  кочували над допливами  Сіверського  Дінця  Сухим, Кривим  і Казенним  Торцями  й Торицею. Тором  (етимологи  виводять  цей  топонім  і гідронім  од  тюркського  слова  тор — джерело) між  Торськими  озерами названо  в  1654 фортецю, зародок  сучасного  Слов'янська.
Пам'ятки: Торські поховання

### Половці
Половці
В одинадцятому столітті у русичів з'явився новий сусід — численні і войовничі племена кипчаків, які прикочували в Причорномор'ї через Волги. Згідно думки такого авторитетного автора як професор Світлана Плетньова, в південноруські степу прикочували більше десятка великих половецьких орд чисельністю від 30 000 до 50 000 чоловік у кожній. Незабаром вони знищили, вигнали або підпорядкували собі всіх інших мешканців Великої євразійського степу, що розкинулася від Дунаю до Іртиша. ці гігантські простору на довгі роки отримали прізвисько Дешт-и-Кипчак — Кипчацький степ.
Розпочатий період русько-половецьких воєн мав одну цікаву особливість: ні слов'ян, ні половці не прагнули завоювати землі супротивника. Як би не складалася військова ситуація, кордон Русі і Половецької Степу залишалася незмінною. Кипчацькі орди доходили до Києва, руські дружини до Дону, але щоразу після походів армії поверталися на вихідні рубежі. Можна сказати, що це була прикордонна війна, актуальна не для всієї Русі, а лише для її південних князівств: Київського, Переяславського та Чернігівського. Половці які завдали поразки руським князям  у 1062 р.  та 1068 р.
На  початку  ХІІ  ст.  руськими  воїнами  було  здійснено  кілька успішних походів проти половців, кульмінацією яких став 1111 р., коли  русичі організували  похід  до Сіверського  Донця, де  половці зазнали нищівної поразки. 
Пам'ятки:

### Чорна Куманія
Чорна Куманія
Хан Кончак — син хана Атрака — став одним із найвідоміших половецьких ханів за всю історію цього народу. Він знову відродив давню славу роду Шаруканідів. На історичну арену він вийшов в 1160-ті роки 12-го століття і відразу спробував знову об'єднати всі східні половецькі орди в єдине племенне об'єднання Чорну Куманію. У 1174 році він організував свій перший похід на Русь, а до кінця 70-х він був найсильнішим степовим правителем, влада якого визнали більшість пологів, що кочували між Доном і руськими князівствами. Взагалі, до цього часу донські половці були найбільш сильними, так як кочовища їх більш західних сусідів, придніпровських половців, періодично піддавалися нападам руських князів і чорних клобуків. На Дон ж слов'яни після Мстислава Великого походів не скоювали. Так що орди Атрака, Сирчана та їхнього спадкоємця Кончака кілька десятиліть не піддавалися нападам. Самі ж вони брали активну участь у руських міжусобицях.

### Бродники
Бродники
Бродників  згадують  вітчизняні  джерела  тільки двічі:
1. 1147  р. вони разом з половцями  допомагали Святославову Ольговичу в його боротьбі з київським  князем Ізяславом Мстиславичем. Їхня  національність  не  підлягає сумніву: це були українці, які  бродили  степами;
2. 1223  р. Плоскиня  цілував  хрест  перед  київським князем  Мстиславом.

Отже, бродники  були  християнами. Сказання  називає  Плоскиню  «окаянним», бо  він  не  дотримав  присяги  й  передав князів  татарам, які задушили  їх по. 
Це  єдиний  раз, коли  бродники — можливо, без  наміру — стали  співучасниками * вбивства  одноплемінників. У  розповідях  про  половецькі  напади на  Україну  не згадується про бродників.  Плоскиня, правдоподібно, вчинив так  тому, що  не  міг  спротивитися  жорстоким  монголам. Бродники, мабуть, були союзниками монголів  лише на  Донеччині. Згідно  із західними  хроніками, угорський король  називає  між  сусідами  Угорщини бродників.* Тому що  візантійський  письменник Микита  Хоніят  згадує  про участь «бордонців»  (eopô6vr]s) у  боротьбі болгарів  за свободу  в 1180-х  роках, бродники, будучи  союзниками монголів, не  мали причини  втікати  від  них  на  захід. Отже, наші  степовики-бродники кочували від Дону  до Дунаю. Вибиті  з  осілого  життя, нащадки  антів  під  впливом тюркських кочівників  також  здичавіли  й  прийняли  від них навички тривожного життя. Вони  були  людьми загартованими й войовничими, але  вільними. Прототипом пізнішого  козацтва  називають бродників російські історики  Б. Греков і А. Якубовський. Немає  сумніву, що  над  Доном  у  XI—XIII  ст.  жили українці.  Це підтвердили  археологічні  дослідження Білої  Вежі. Тих біловежців, які  в
1118  р.  переселилися  на Сіверщину, треба  вважати  українцями.  Це, напевно, була  тільки  частина тодішніх  «донських»  українців.
Наприкінці  липня  1252  р. уже  відомий  нам  французький королівський  посол  Вільгельм  Рубруквіс  бачив  на лівому березі  Танаїсу  (Дону) гарний ліс, а  на  правому — шатро, де  жили  русини  (українці), які  за  наказом  Батия і  за винагороду  від нього  мали  перевозити через  річку купців  і  мандрівників. Для  перевозу  послів  через Волгу татари  також поселили  над  річкою українців, а разом  з  ними  й  «сарацинів» Українців, хозарів  і  аланів  у надкаспійському  місті  Орну в  1246  р.  бачив папський посол-легат  (посол Ватикану)  до  монголів  Іван  де Пляно  Мартіні пз.  Безперечно, всі  ці українці  асимілювалися  у  татарському  або  іншому  чужинецькому  морі, а може, їх знищила орда. 

### Кримський улус Золотої Орди

Кримський улус Золотої Орди
У 20-х роках XIII ст. на південному сході Русі з'явилися войовничі орди монголо-татар. 1223 року, щоб відвернути просування татар на Русь, Київський, Галицький, Волинський, Смоленський та інші полки разом з половцями вирушили назустріч татарським ордам у Приазовські степи. Переправившись через Дніпро, вони досягли річки Калки — притоки Кальміусу (нині територія Новоазовського району). Тут полки стали табором. Спочатку в битву з татарами вступили Данило Романович і Мстислав Удалий, але через внутрішні незгоди їх не підтримали всі полки. Розлад у ряди руських військ внесли половці, які під натиском татар почали втікати. Ця, за словами літописця, «січа зла й люта» закінчилася поразкою військ руських князів.
Після навали татар і утворення Золотої Орди територія краю тривалий час лишалася малозаселеною. Постійні  поселення збереглися на  Сіверському  Донці, де відомий  ряд  поселень  з «керамікою  давньоруського  зразка».  Їх жителі у етнічному плані були надзвичайно неоднорідними. 
Міф про те що донецькі степи після монгольсокого завоювання обезлюднілі і стали називати так званим «диким полем» не відповідають реальності. Так в Хождении митрополита Піміна в Цареград яке відбулося 1389 році пишеться: "як увійшли в землю Татарську, татар же безліч по обидва боки річки Дону. … і бачили таки безліч татарських стад, що важко собі й уявити в розумі: вівці, кози, воли, верблюди, коні. «
Західний берег Дона і Дінця належав Кримському улусу.
У  другій  половині XIV ст.  сучасний  Донбас  був  частиною улусу  темника  Мамая.  Кількість  поселень  тут  поступово зростала, але більшість з них не пережила походів Тамерлана 1391—1395 років і розпаду Золотої Орди. Їх загибель позначила новий етап у історії донецького степу, період Дикого поля, який продовжувався до кінця XVI  ст.  і характеризувався  пануванням  кочового  побуту.

### Ногайський улус

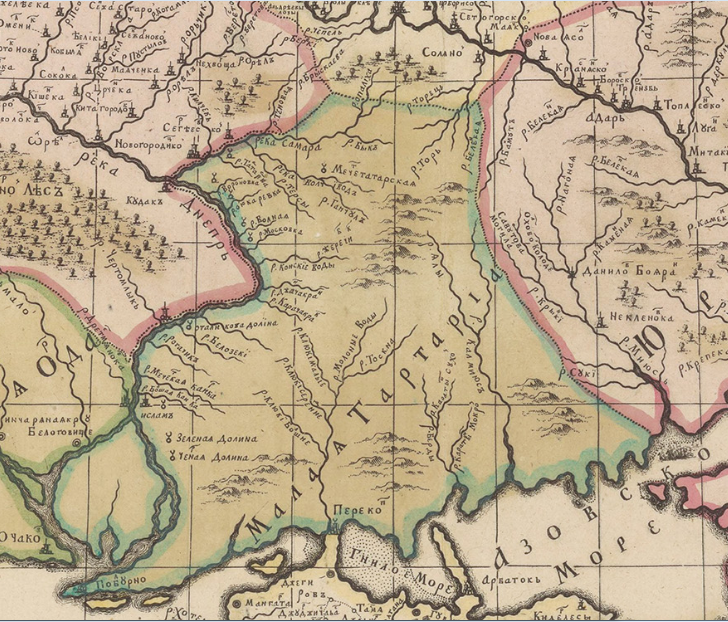

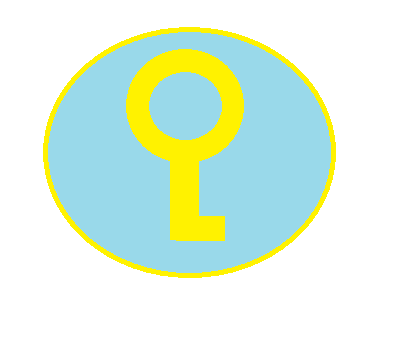

Ногайський улус

### Землі Донбасу в складі ВКЛ
При великому князі литовському Ольгерде і Кейстуті у 1362 року західна частина нинішнього Слов'янського району, землі нинішнього Олександрівського району, північно-західна частина нинішнього Добропільського району, і західна частина нинішнього Покровского району до річки Вовчий увійшли до складу Великого Князівства Литовського. За іншими відомостями ці землі були приєднані до ВКЛ у 1452 році після розпаду Золотої Орди.
Кордон між Великою ордою і ВКЛ проходила по західному березі річки Оскола до впадання його в Сіверський Донець, далі межа йшла по північному березі Сіверського Дінця до гирла Казенного Торця, далі межа йшла в південно-західному напрямку по західному березі Казенного Торця до його гирла, від гирла Казенного Торця межа йшла на південний захід до місця впадання Мокрої Яли в річку Вовчу. На цей кордон князь Семен Олелькович, онук Ольгерда, посилав  свого  намісника  Свирклова, котрий  тримав  уділ Черкас.  Той  їздив „відмежовувати“  володіння  литовських князів із татарськими землями
Відразу ж після приєднання цих земель до ВКЛ литовські князі зробили спробу заселити ці землі, з Сіверщини на південь вирушили переселенці які досягли берегів Самари і Осколу. Основним заняттям переселенців були уходницькі промисли і скотарство. Разом з цим частину переселенці робили превентивні військові походи на землі Кримського ханства де нападали і грабували татарські та ногайські орди. Організаторським елементом в об'єднанні місцевих козацьких загонів стала діяльність прикордонних адміністраторів ВКЛ.
Номінально всі ці землі увійшли до складу неоформленого воєводства Дике поле.
Про ці землях історик Дмитро Багалій писав: „Крім татар, які роблять на неї постійні напади, сюди постійно приходили литовські загони, що складаються з регулярних військ або з злодійських зграй“
У 1452 році всі ці землі увійшли до складу Київського князівства, яке в 1470 було ліквідовано і на його території було створено Київське воєводство.
За підсумками Литовсько-московські війни 1500—1503 року між князем ВКЛ Олександром Ягелоном і великим князем Московським Іваном III, південно-східні степові окраїни ВКЛ увійшли до складу Великого князівства Московського.
При цьому південна частина Олександрівського району, північно-західна Добропільського, і західна частина Покровського районів до Вовчого залишилися в складі ВКЛ. За підсумками Люблінської унії 1569 року всі ці землі увійшли до складу Речі Посполитої.

### Мала Ногайська Орда
Мала Ногайська Орда
Діти  й  онуки  ханів, які  ворогували  з  Ізмаїлом, одкочували  на  чолі  з  Ками-мурзою  з  роду  Шейдякових  під  Азак, де утворили  орду  Малі Ногаї.  Вони визнали зверхність  османського  султана  й  кримського хана  та  розселилися  на  північ од  Перекопу, під  Азаком і  між  Доном  і Кубанию.  До  Малих  Ногаїв  утекло  нима
ло мурз  із  Велико!  Ногайської  орди. Тому  що  можливості  кочування  між  Буго-Дніпровським  лиманом  і  гирлом  Дону  були  обмежені, ногайці постійно ворогували за пасовиська  на  Правобережжі  з  Білгородською  ордою, а  на  Лівобережжі — з  кримськими  улусами. Згодом (у  першій половині XVII  ст.)  Малі  Нога! розпалися  на Буджацьку, Едикчульську, Едиссанську та  інші орди, які розселилися  по  причорноморських  степах  аж  до Дунаю Кримські  хани  часто  нацьковували  одних  мурз  на інших, щоби грабувати  сусідні  кочовища.  Ханські  слуги  забирали  ногайських  дружин  собі  в наложниці.  
Така наруга  кримських татар  спонукала  ногайців  проситися  під владу московського  самодержця.  Одначе  надволзькі  степи, де колись  кочували  їхні прадіди, вже  захопили були  калмики, які  були  готові  до  походу  на  Крим. Московія  не вірила  ногаям, тому  що, як тільки  кримський  хан вирушав  у  похід, малі  ногаї, лакомі  на здобич, негайно  забували  про  непорозуміння  та приєднувалися  до  кримських татар.
І  кримські, i  ногайські  татари  говорили  зближеними говорами.  Вони  й  назвали  степову  річку, яка  впадала  в Азовське море  з  півночі  иа самому  початку Таганрізької затоки, Кальміюсом  (тюрк.  кил — волосина, міюс — ріг) адже  вона  вузька й  тонка, неначе  волосина, а  кручена, як ріг ,. 
Пам'ятки:
- Боли Сарай
- Кальміус

## Козацька доба

### Харцизи
Харцизи

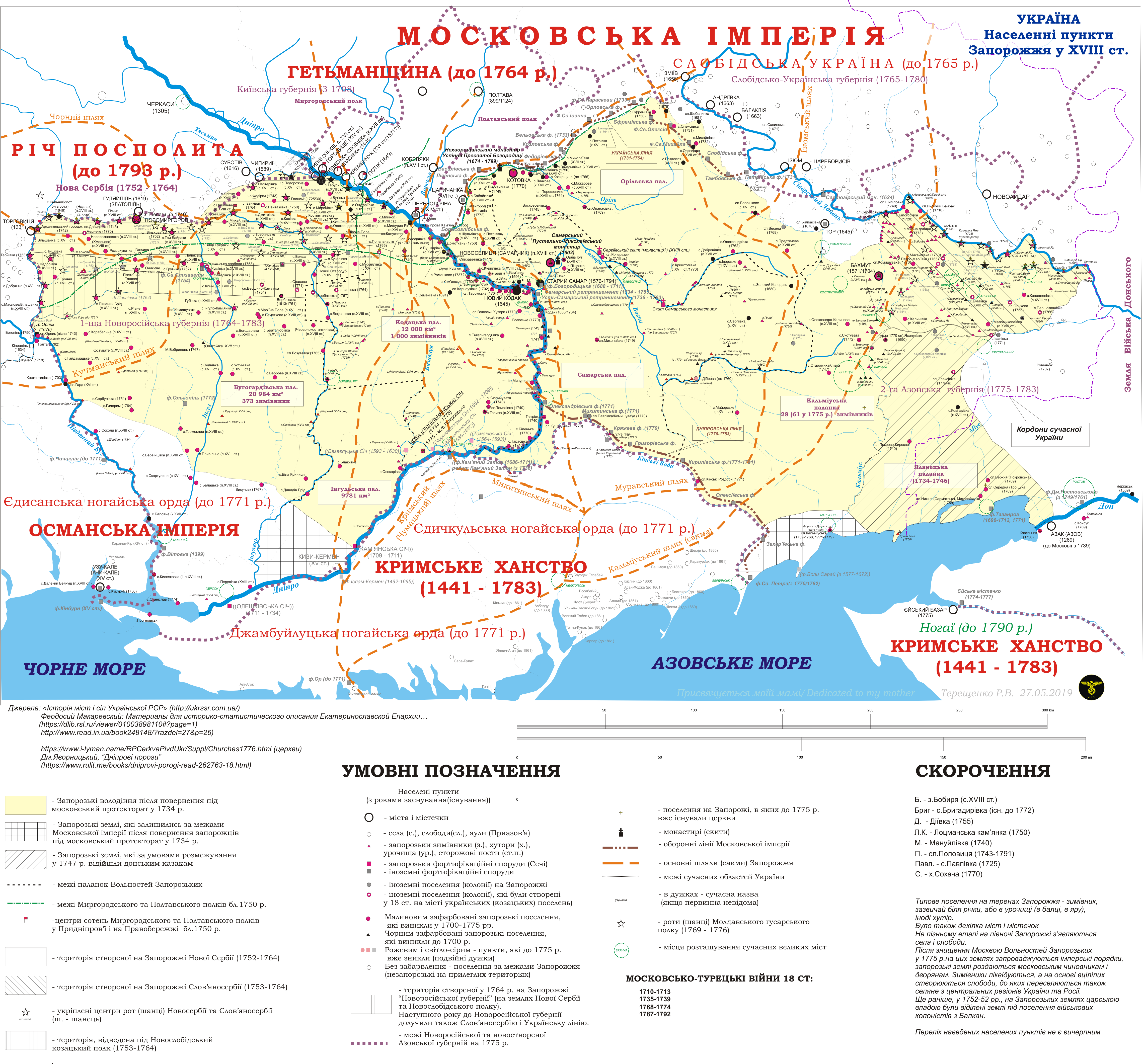
Донеччина у складі Запорожжя у 18 ст. Поселення запорожців.

Починаючи з XVI століття, малозаселені землі сучасних Донецької, та Луганської областей стали заселяти поодинокі ватаги запорозьких та донських козаків. Також тут осідали селяни-кріпаки, що втекли, збіднілі чи декласовані шляхтичі з України. В зв'язку з тим, що ці землі були між Річчю Посполитою, Московською державою та Кримським ханством то тут не було ніяких постійних представників влади. Це були нічийні землі, справжнє дике поле.
Основною етнічною складовою були українці (русини, черкаси). Заселення цих земель відбувалося на тлі безперервних бойових дій на території Наддніпрянської та Західної України, з каральними експедиціями Речі Посполитої.
В історичних документах (кінець XVII — початок XVIII століття) жителів донецьких степів називали харцизи. Імовірно були „ультралівим“ прошарком козацтва, що знаходилися в конфронтації не тільки з урядом Московії чи Речі Посполитої, але й гетьманським та слобідським козацтвом, та навіть з Запорізькою Січчю.

### Булавінське повстання
Булавінське повстання
На початку XVIII ст. царський уряд став відбирати у донських козаків землі вздовж ріки Бахмутки і середньої течії Сіверського Дінця, оскільки тут було місце масового зосередження втікачів. У 1704 році Петро І передав значну частину цих земель Ізюмському полку, що викликало велике невдоволення донських козаків, які в жовтні 1705 року розорили соляні варниці поблизу Бахмута. Для розслідування справи сюди прибув дяк Горчаков, але його заарештував бахмутський отаман К. О. Булавін. 1707 року уряд остаточно передав землі Ізюмському слобідському полку. Весною й літом 1708 року в пониззі Дону вибухнуло повстання, очолюване бахмутським отаманом К. О. Булавіним. Безпосереднім приводом до нього була жорстока розправа, вчинена над населенням каральним загоном Ю. Долгорукого, якого Петро І послав на Дон, щоб розшукати й повернути поміщикам селян-утікачів. Уже в червні у районі Сіверського Дінця діяли загони під керівництвом Микити Голого, Сергія Безпалого і Семена Драного, до якого приєдналося біля 1,5 тис. запорожців, що прибули на допомогу повсталим. Після розгрому повстання Петро І наказав спалити над Дінцем козацькі містечка, а разом з ними — слободи й хутори українських та російських поселенців, де проживали селяни-втікачі. Було спалено Бахмут і Тор, покарано смертю 7 тис. чоловік.

### Паланки війська Запорізького
Кальміуська паланка, Барвінківська паланка, Самарська паланка, Яланецька паланка

## Московська окупація

### Заселення Маріупольского повіту
Через 4 роки після Кючук-Кайнарджійського миру російський уряд весною 1778 року депортував на територію південноросійських губерній християнське населення Криму (урумів, румеїв і вірмен). До Приазов'я прибуло 18 тис. греків, які заснували на узбережжі Азовського моря і на правому березі Кальміусу 24 слободи, їм відводилося по З0 десятин землі на ревізьку (чоловічу) душу, на 10 років їх звільняли від усіх платежів. У гирлі Кальміусу, на місці запорізької фортеці, було закладено місто Маріуполь, яке з 1784 року стало повітовим центром.
Наприкінці XVIII ст. в межиріччі Кальміусу і Грузького Єланчика (територія сучасного Новоазовського району) заснували колонії прусські, баденські і саксонські німці, які одержували по 65 десятин землі на двір. Німецька колонізація цього району, яка здійснювалася кількома етапами, тривала аж до кінця XIX ст. У 1882 році тут проживало понад 6 тис. німців.
З 1817 року до Маріупольського повіту з західних губерній переселюються євреї, які заснували селища Хлібодарівку, Рівнопілля та Затишшя. їм було відведено 22 829 десятин землі.
В північній частині області у 60-х роках XVIII ст. оселилися амністовані урядом російські розкольники, які повернулися з Литви, Польщі, Молдавії.

### Азовське козацьке військо
3 тих козаків, які повернулися із Задунайської Січі, російський  уряд після війни організував Озівське  козацьке  військо.  Частина  козаків заснувала  на  річці  Калці хутір Гладкий (за  прізвищем  отамана).  У  1849  р.  азовські  козаки з донцями, яким  належали тоді  землі  на  схід від Кальміюсу, заклали  на  Кривій косі  біля  гирла Грузького  Єланчика  в Міюській  окрузі, до  якої  входили  землі на  схід  від  Кальміюсу, станицю Новомиколаївку  (тепер по-російськи — Новоазовск)
Озівське  козацьке  військо  ліквідовано  1885  р.  Частина  озівців  переселилася  на  Кубань, а  решту переведено в стан державних  селян.  На місці  хутора Гладкого  виросло  містечко  Микільське, перейменоване  в  1923  р.  на Володарське.

### Нова Америка

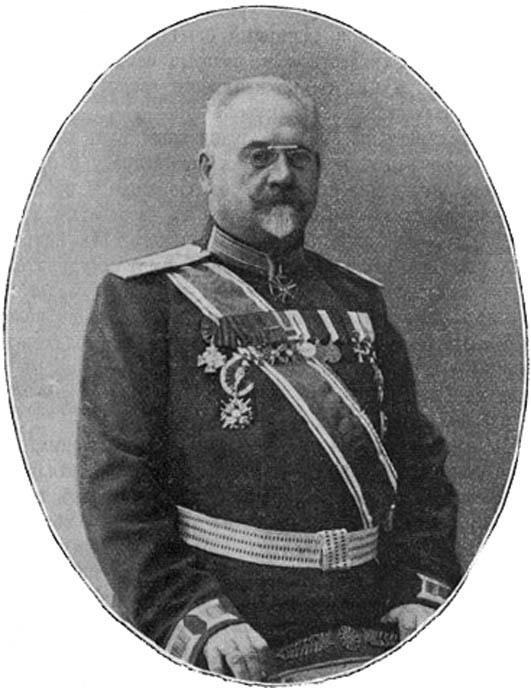
Генерал-губернатор Юзівського-генерал губернаторства 1905—1907 Владислав Францевич Бауфал.

У 20-х роках XIX ст., коли російський уряд розгорнув активну Діяльність у пошуках вугільних родовищ на півдні країни, вуглевидобуток було віддано на відкуп, а з 1826 року видано закон про попудний платіжний акциз — добування вугілля ставало оброчною статтею. Віднині розробка вугілля мала здійснюватися лише під наглядом чиновника. Проте згодом через різке скорочення вуглевидобутку цей порядок було скасовано і 1829 року видано закон, що дозволяв вільну розробку вугільних пластів. У 1839 році на селянських шахтах сіл Залізного, Щербинівки та ін. річний видобуток досяг 200 тис. пудів, що становило більш як 25 відсотків загального видобутку вугілля в Донбасі. Шахти ці були надто примітивні. Тут користувалися лопатою, кайлом, молотком, ручним коловоротом з мотузкою і кошиком для підіймання вугілля. Як правило, власник шахти — селянин чи козак — сам не видобував вугілля, а наймав місцевих або прийшлих робітників і платив їм від 8 до 10 крб. сріблом за видобування й доставлення на-гора тисячі пудів вугілля.
Крім селянських, були й поміщицькі шахти. На одній з них, розташованій у с. Олександрівці, наприкінці 30-х років XIX ст. річний видобуток вугілля досяг 150 тис. пудів. Серед поміщиків — власників шахт — були брати Рутченки, Кравченко, Котляревські, Карпов, Риков та інші.
1837 року вугілля видобувалося в 13 місцях сучасної області — в районі Селидового, Щербинівських хуторів, Микитівки та ін. Якщо в 1839 році на цих шахтах було видобуто 855,4 тис. пудів вугілля, то в 1850 році — понад 1 млн пудів. Продаж вугілля був однією із статей місцевої торгівлі, що поступово розвивалася. Наприкінці XVIII ст. в Маріуполі, Слов'янську і Бахмуті відбувалося 12 ярмарків на рік, по чотири в кожному з названих міст. Населення північної частини області вивозило свої товари на Ізюмський ярмарок, який став одним із значних торгових центрів.
Збільшення попиту на зерно, а також близькість до Маріупольського порту, де 1800 року встановили митну заставу, а в 1809 році створили портове управління, прискорили капіталізацію сільськогосподарського виробництва місцевих поміщиків і колоністів-іноземців. Поміщицьке господарство набувало рис торгового підприємництва, спеціалізувалося на виробництві товарного зерна. Значну частину врожаю пшениці, вирощеної у поміщицьких маєтках та економіях колоністів Міуського округу Області Війська Донського, вивозили до Таганрозького порту.
На початку XIX ст. значна частина території області (Маріупольщина і Бахмутський повіт) увійшла до складу Катеринославської губернії, північно-західна частина її (сучасний Слов'янський район) була в складі Слобідсько-Української (з 1835 року — Харківської) губернії, а південно-східні землі (нинішні Новоазовський, Старобешівський, Шахтарський і Амвросіївський райони) стали територією Області Війська Донського.

Наприкінці XVIII ст. в межах сучасної області проживало близько 120 тис. чоловік, з них 3305 у Бахмутській фортеці (в 1761 році тут було 1043 чоловіка). Тільки в Маріупольському повіті налічувалося 3 міста, 6 фортець, 47 сільських населених пунктів. У самому Маріуполі мешкало близько 4 тис. чоловік. Розвиток продуктивних сил супроводжувався деяким піднесенням культурно-освітнього рівня місцевого населення. У першій половині XVIII ст. в північних містечках області в Кальміуській і Самарській паланках Війська Запорізького працювали загальноосвітні школи. Відомо, що в 1732 році в Торі була школа, де дітей навчали дяки. 1808 року в Бахмуті відкрилося перше народне училище. Всього на час здійснення реформи на території Маріупольщини і Бахмутського повіту діяло 47 початкових шкіл (з них 15 — приватних), в яких навчалося 1365 дітей і викладало 60 учителів.

### Революція 1905—1917
Нещадна експлуатація праці робітників, пережитки кріпосництва (так звані „відробітки“) й економічна криза 1900—1903 рр., яка погіршила становище людей праці, створили в Росії на початку XX ст. революційну ситуацію. Вибух революції прискорила російсько-японська війна, розпочата 27 січня (9 лютого) 1904 р. 9 (22) січня 1905 р. в Петербурзі багато тисяч робітників рушило до царя з прохаиням поліпшити умови їхнього життя. Розстріл цієї мирно! демонстрації сколихнув невдоволе- ний люд. Робітники й селяни почали домагатися повалення самодержавства, встановлення демократично! республіки, запровадження 8-годинного робочого дня, знищення поміщицького землеволодіння, ліквідації станової нерівности й національного гніту.
У жовтні всю Росію охопив страйк. Наляканий зростанням революційних настроїв цар 17 (30) жовтня ви
дав маніфест, у якому пообіцяв свободу. На ці обіцянки робітники Луганська й інших промислових міст відповіли антиурядовими політичними демонстраціями. Лише на паровозобудівному заводі Гартмана в Луганську застрайкувало кілька тисяч робітників. За- ворушення перекинулися на заводи й копальні Юзівки й Макіївки. 17 грудня повстала Горлівка, де в боях з присланими урядом військами загинуло близько 300 робітників. У боях горлівцям допомагали 4 тисячі робіт ників з Єнакієвого, Ясинуватої, Дебальцевого й Харцизька. Після двогодинного бою війська відступили в степ. Діставши підкріплення, вони вдарили на робітників ззаду й через чотири години зломили опір повстанців. Грудневе повстання закінчилося лоразкою. Революція пішла на спад, і міністер внутрішніх справ П. Столипін, застосовуючи смертну кару, придушив будь-які прояви революційного руху.
Депутати Державної думи Російської імперії — уродженці Донецької області

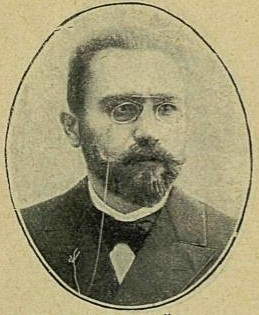
Хартахай Олександр Павлович - депутат Державної думи I скликання.
Возовик Олексій Микитович - депутат Державної думи I скликання.
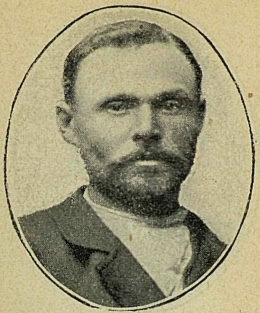
Лисенко Іван Ілліч - депутат Державної думи I скликання.
Михайличенко Митрофан Іванович - депутат Державної думи I скликання.
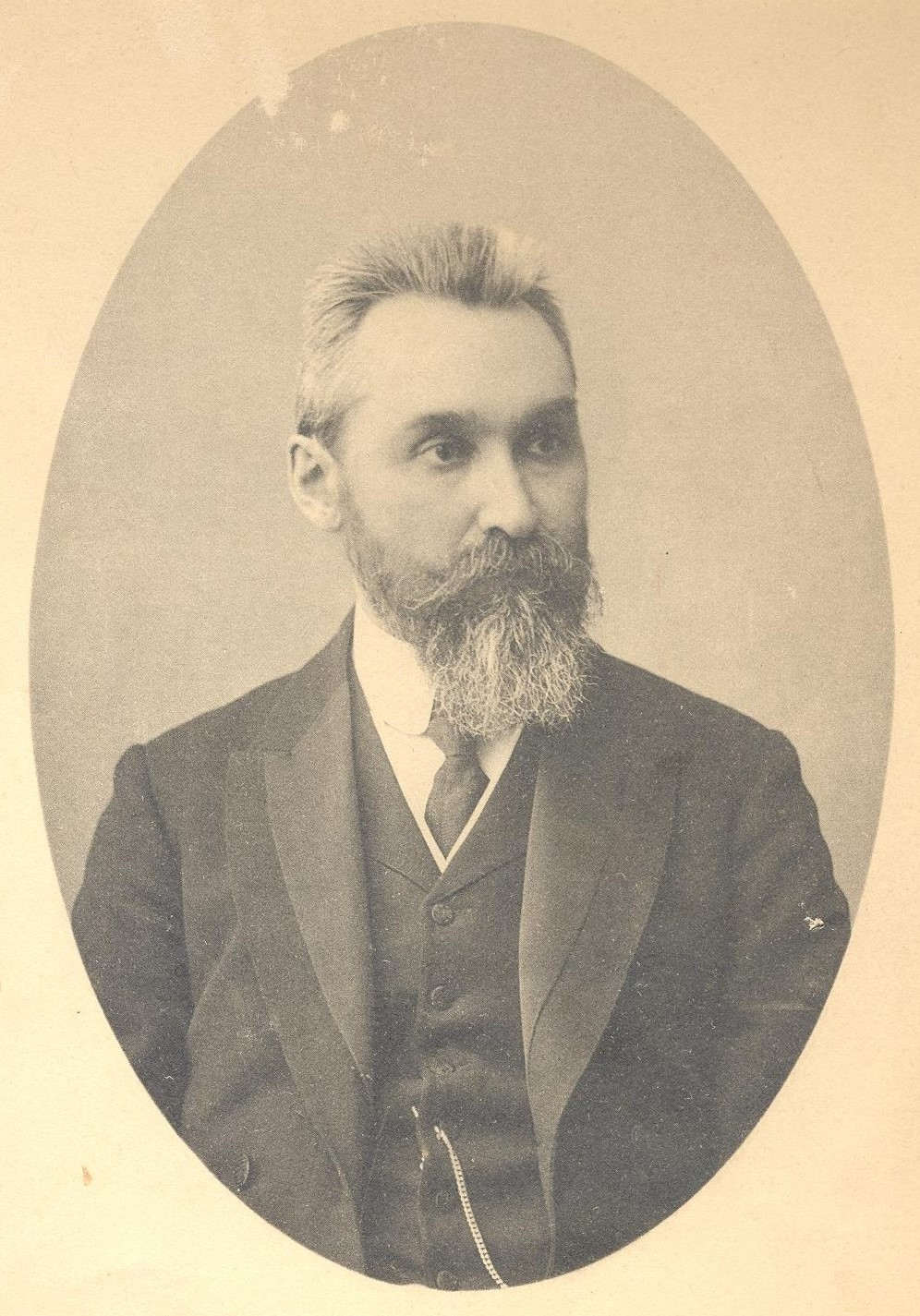
Новгородцев Павло Іванович - депутат Державної думи I скликання
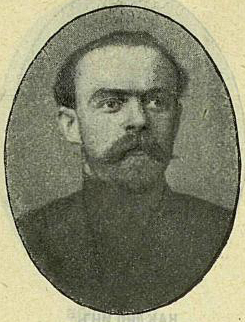
Нестеров Антон Якович - депутат Державної думи II скликання.
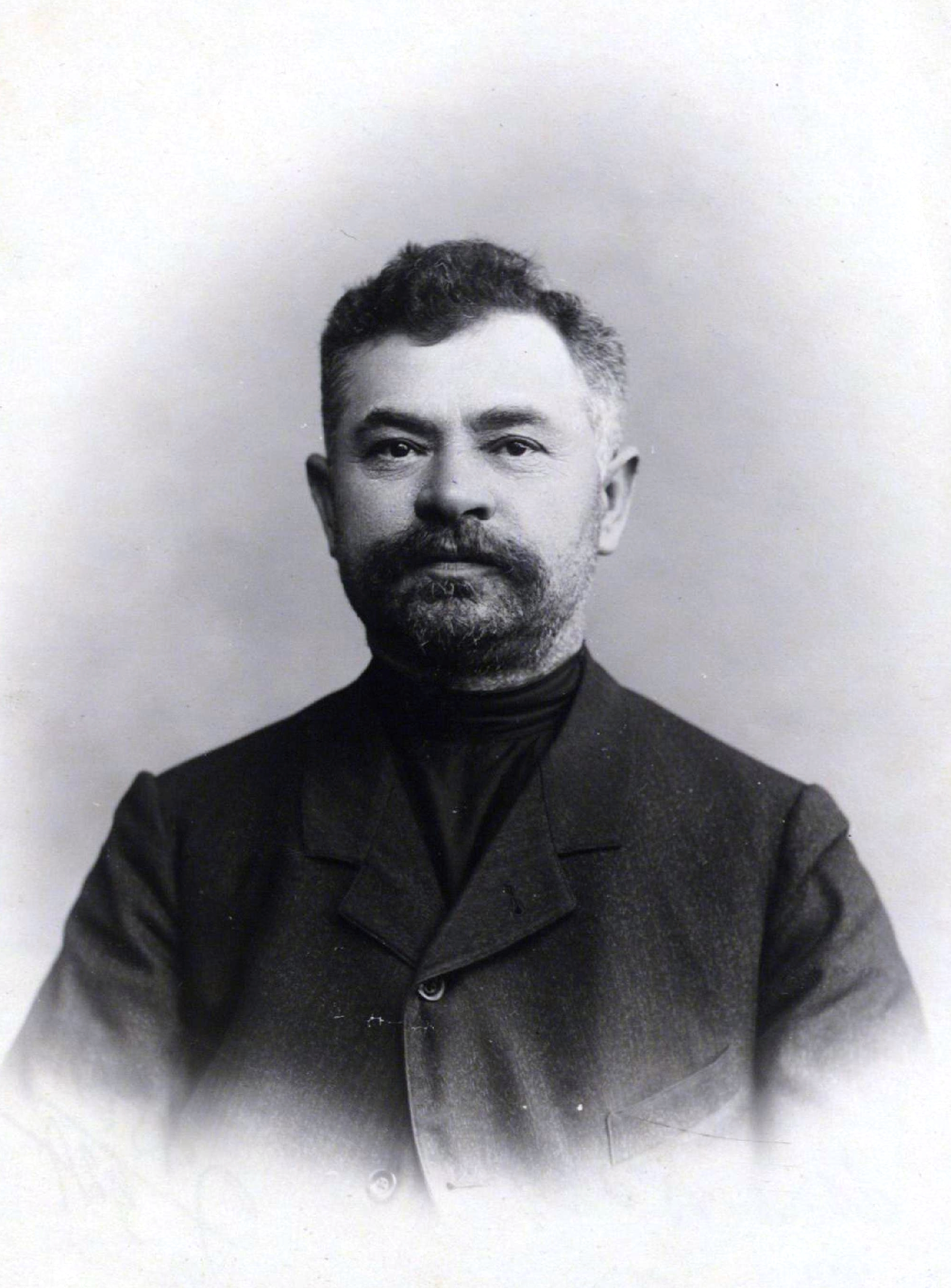
Алакоз Тимофій Іванович - депутат Державної думи II скликання
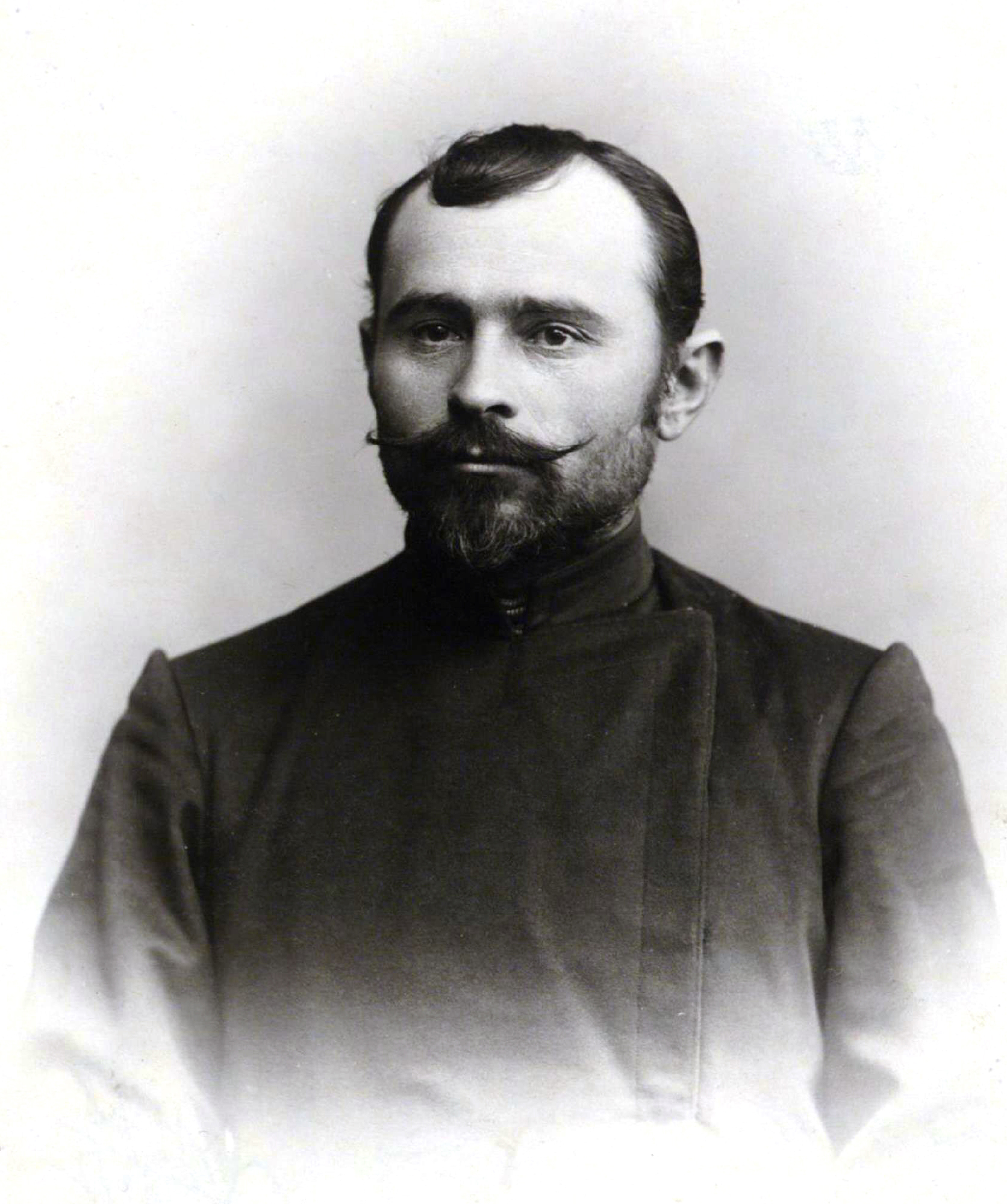
Костенко Лука Володимирович - депутат Державної думи II скликання.
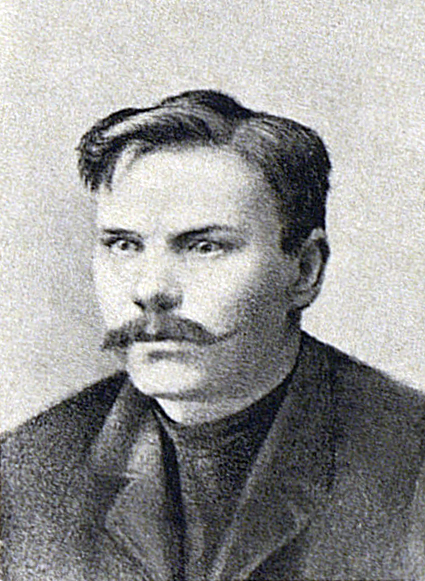
Нагих Іван Миколайович - депутат Державної думи II скликання.
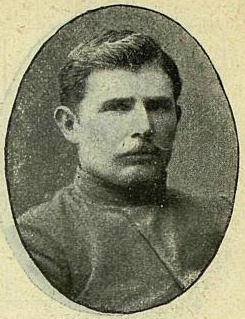
Васютін Федір Кузьмич - депутат Державної думи II скликання.
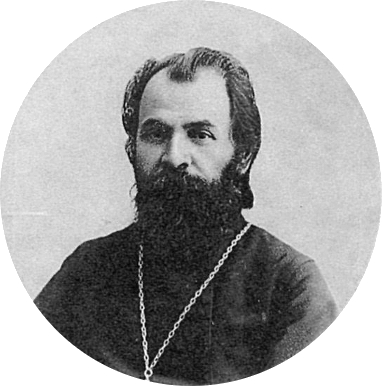
Дмітрієв Михайло Миколайович - депутат Державної думи III скликання.
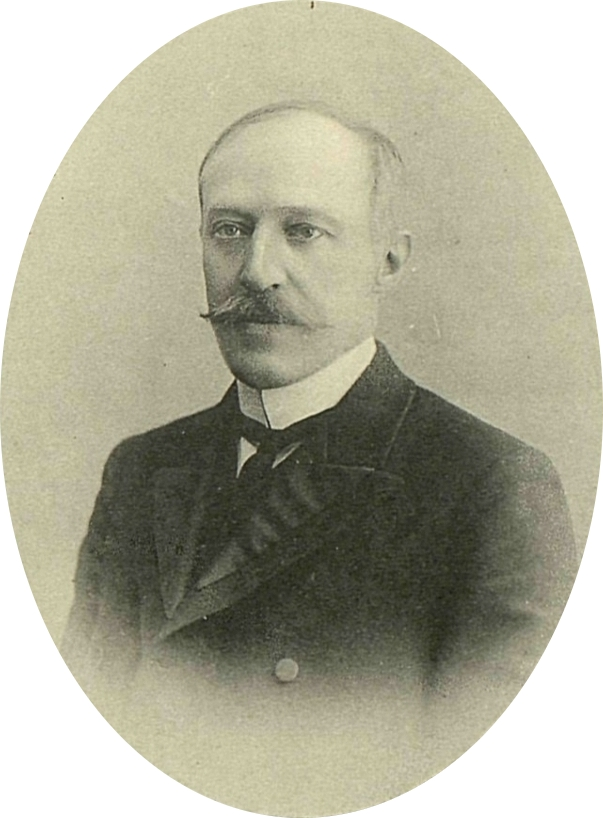
Каменський Петро Валерійович - депутат Державної думи III скликання.
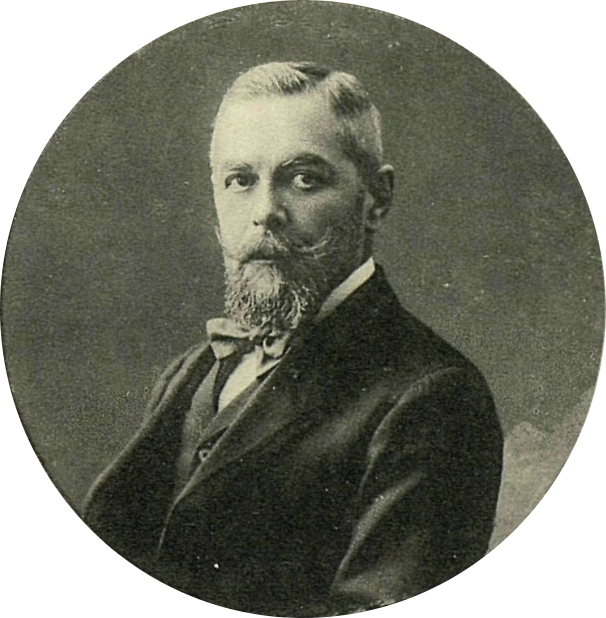
Бантиш Василь Олександрович - депутат Державної думи III скликання.
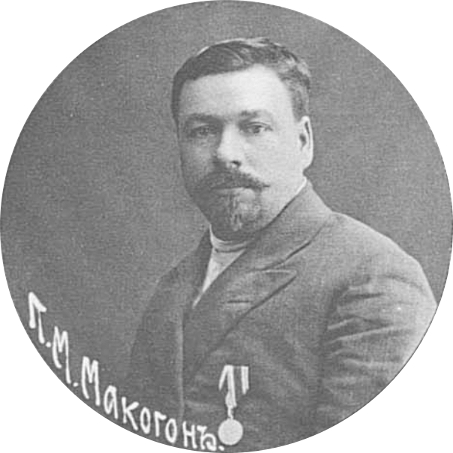
Макогон Павло Матвійович член Державної думи IV скликання.
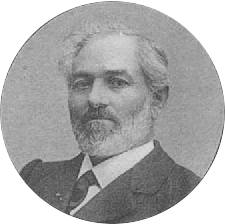
Циммер Йосип Ізраїлевич - член Державної думи IV скликання.
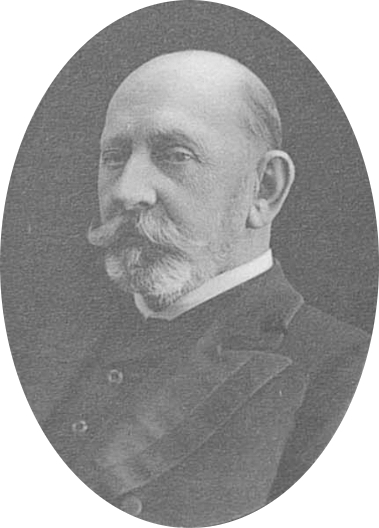
Котляров Олександр Осипович - член Державної думи IV скликання.

### Перша світова війна
Страйки на Донбасі у 1914 - на початку 1917 рр.

## Революція 1917—1922
Військові операції на території Донбасу:
- Перша військова кампанія Всевеликого війська Донського в Донбасі — конфлікт рудничних загонів і червоної гвардії з одного боку і загонів донських козаків. Грудень 1917 лютого 1918 року.
- Бої за Донецький басейн — конфлікт рудничних загонів і червоної гвардії з одного боку і частин Армії УНР та австронемецкімі частинами. Грудня квітень травень 1918.
- Друга військова кампанія Всевеликого війська Донського в Донбасі — Листопад грудень 1918.
- Рейд рудничних партизан на чолі з І. Чапліним і Рейд рудничних партизан на чолі з І. Зеленим — військові операції рудничних партизан спрямовані проти частин Армії УНР та Донський армії. У грудні 1918 січні 1919.
- Гришинська операція — Січень лютий 1919.
- Бої за Донбас (січень - травень 1919) — Січень травень 1919.
- Бої за Донбас (жовтень - листопад 1919) — Жовтень листопад 1919.
- Донбаська операція (1919)
- Перший рейд РПАУ — 17-30 травня 1920 на території Донецької губернії.
- Другий рейд РПАУ
- Маріуполсько-Волноваська операція
- Десант Назарова
- Повстанський рух в Донецькій губернії

### Донбас в складі Української Народної Республіки

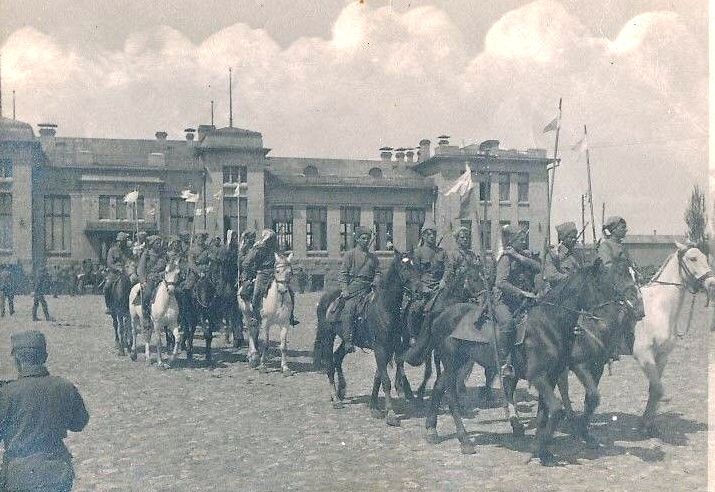
Козаки 1-го Запорізького полку імені гетьмана Петра Дорошенка Армії УНР переможним маршем входять у Бахмут. 1918 рік.

|  | Коли царизм впав, український націоналізм став на Донбасі політичною силою. Тут почали з'являтися такі гасла, як «Геть з нашого дому!» І «Геть з України жидів та кацапів!» |

- Куранов Г.

#### Доба Української Народної Республіки
Докладніше: Тимчасовий комітет Донецького басейну
Докладніше: Половецька земля
Після Лютневої революції в Донбасі активізувалася діяльність українських організацій „Просвіти“ і партій УСДРП, УПСР, УПСФ. Влітку в Бахмутському та Маріупольському повіті організуються загони Вільного козацтва також в цей час були створені Бахмутська повітова рада УНР, Маріупольська повітова рада УНР також в Маріуполі був створений міська рада УНР, Таганрозька окружна рада УНР.
У Бахмуті і ряді інших міст влада перейшла до коаліційних рад в які входили члени українських партій УПСР УПСФ і РСДРП і ПСР. Починаючи з літа в газеті «Южный край» почали друкуватися статті з українського питання. До кінця 1917 року, члени українських партій брали участь в роботі рад в Бахмуті, Юзівці, Єнакієве, Слов'янськ, Гришине, Костянтинівці, Дружківці, Волновасі, Ясинуватої, Авдіївці, в Маріупольському і Бахмутському повітах.
Військові формування УНР:
- 1-й Український кінно-учбовий полк. околиці Слов'янська
- 3-тя кавалерійська дивізія. Околиці Гришиного — Горлівки.
- 25-й Український запасний полк. Околиці Бахмута Луганська.
- 24-й Український запасний полк. Маріуполь, Маріупольський повіт.

#### Доба Української Держави
Військові формування Української Держави
- 46-й Бахмутський полк
- 48-й Маріупольський полк
- 7-ма Донецька кордонна бригада
- 8-ма Азовська кордонна бригада
- ХІ-й австро-угорський корпус
- 215-а дивізія

### Повстанський рух „петлюрівського спрямування“

#### Державні діячі УНР
- Мицюк Олександр Корнійович

#### Військові Армії УНР
- Сукачів Василь Миколайович

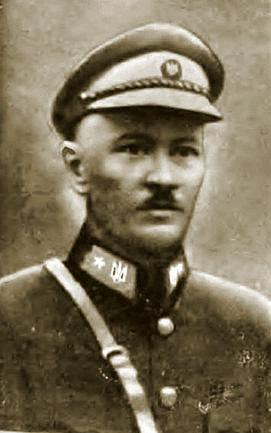
Генерал-хорунжий Шаповал Микола Юхимович
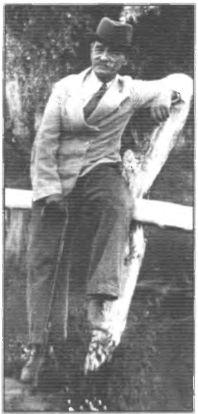
Генерал-хорунжий Армії УНР Білецький Євген Миколайович
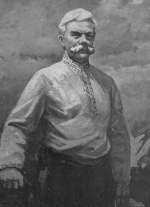
Політик член Української Центральної Ради Шаповал Микита Юхимович
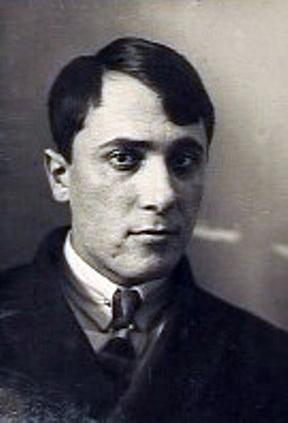
Козак Армії УНР Сосюра Володимир Миколайович
Підпоручик Армії УНР Атаназій Гонта
Підполковник Армії УНР Миколаєнко Іван Сидорович

### Донбас в складі Української Радянської Соціалістичної Республіки
|  | ... Донбас, це - не випадковий район, а це - район, без якого соціалістичне будівництво залишиться простим, добрим побажанням |

 - Володимир Ленін

#### Перша Донецька губернія
Докладніше: Центральний Військово-Революційний Комітет Донбасу
Військові формування
- Червона гвардія Донбасу
- Червона Армія Донбасу
- 10-я армія (РСЧА)

#### Друга Донецька губернія
- 1-а Українська особлива бригада

#### Третя Донецька губернія
Військові формування
- Донецька дивізія військ ГПУ України та Криму
- 42-та стрілецька дивізія

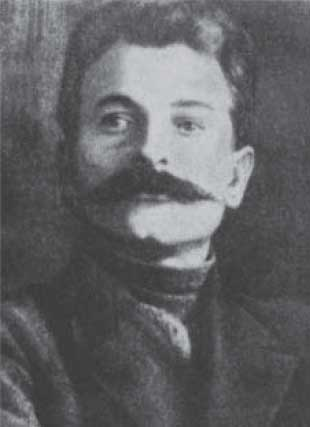
Перший "президент" радянської України Медведєв Юхим Григорович
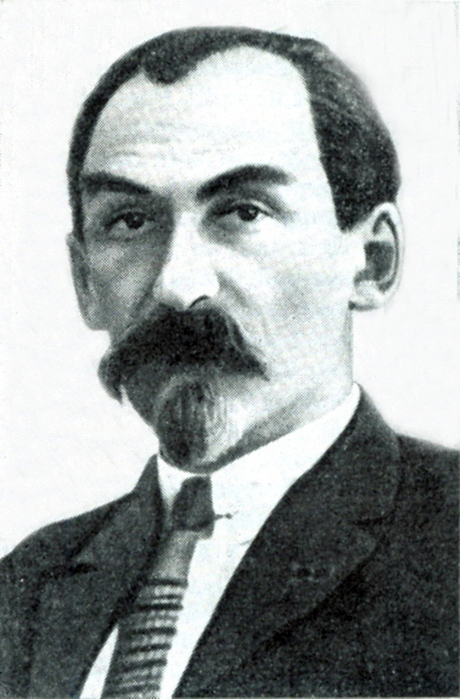
Український радянський партійний і державний діяч Скрипник Микола Олексійович
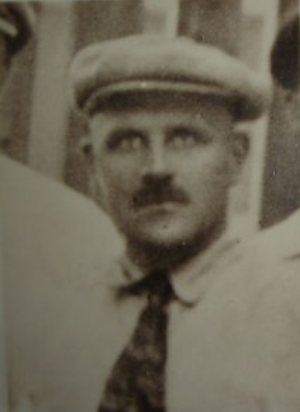
Відомий донбаський революціонер державний діяч Марапулец Василь Семенович
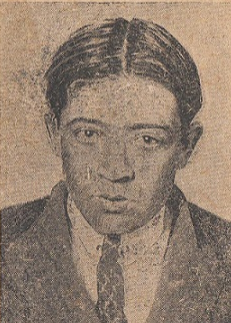
Червоноармієць РСЧА Скрипник Лев Володимирович
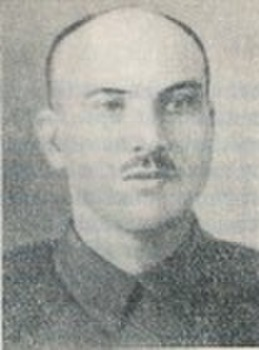
Революціонер державний діяч творець Червоної гвардії Донбасу Пономарьов Дем'ян Іванович
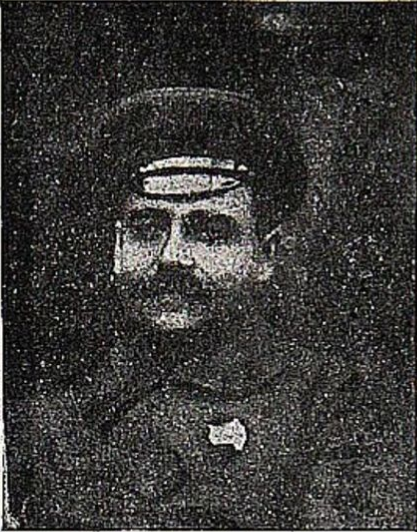
Федоренко Василь Гаврилович Командир полка Червоного козацтва

### Донбас в складі Півдня Росії
|  | У Донецькому басейні і на Дону тепер вирішується доля наша - бути нам (Півдню Росії) чи не бути. Якщо питання навіть затягнеться, то значить, нам бути, а якщо ми будемо розбиті, значить, не бути. -генерал Іван Георгійович Ерделі |

Частини Добровольчої армії знищені в Донбасі:
- знищена в ході бою з 1-КА 31 грудня 1919 року в селі Олексієво-Леонова -1-а піхотна Марковська дивізія
- знищена в ході бою з 1-КА 1 січня 1920 року в районі Амвросіївки — Черкеська кінна дивізія

#### Харківська область ЗСПР
Докладніше: Комітет Донецького басейну
- Військові Добровольчої армії : Бочарников Микола Георгійович, Байтодоров Григорій Христофорович.
- Військові Добровольчого флоту: Богданович Владислав Леонардович, Гельмерсен фон Георгій Михайлович, Арнаутов Євген Михайлович.

- Начальник штабу Донської армії Поляков Іван Олексійович

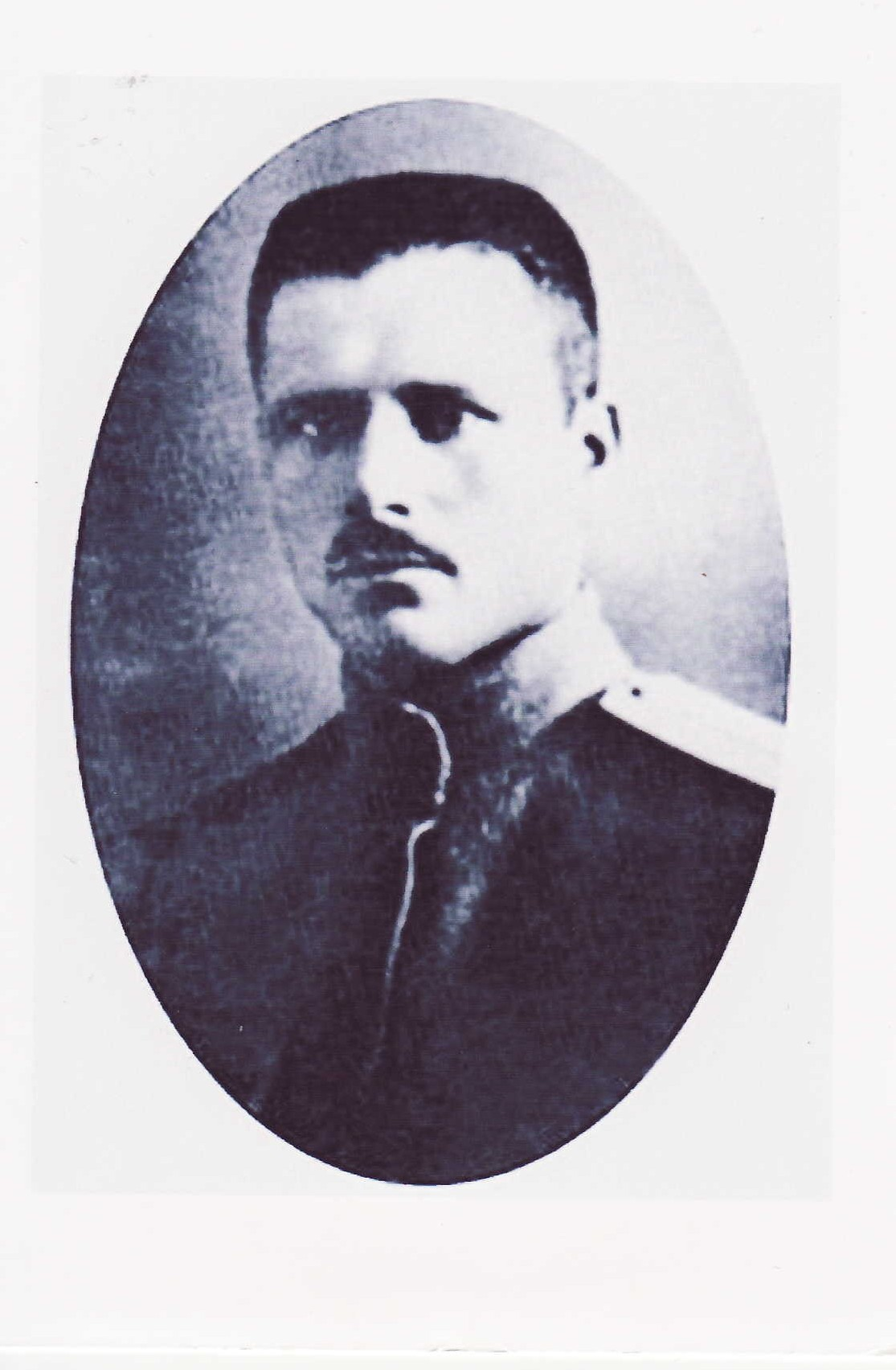
Повстанський отаман командир частини Донської армії Назаров Федір Дмитрович
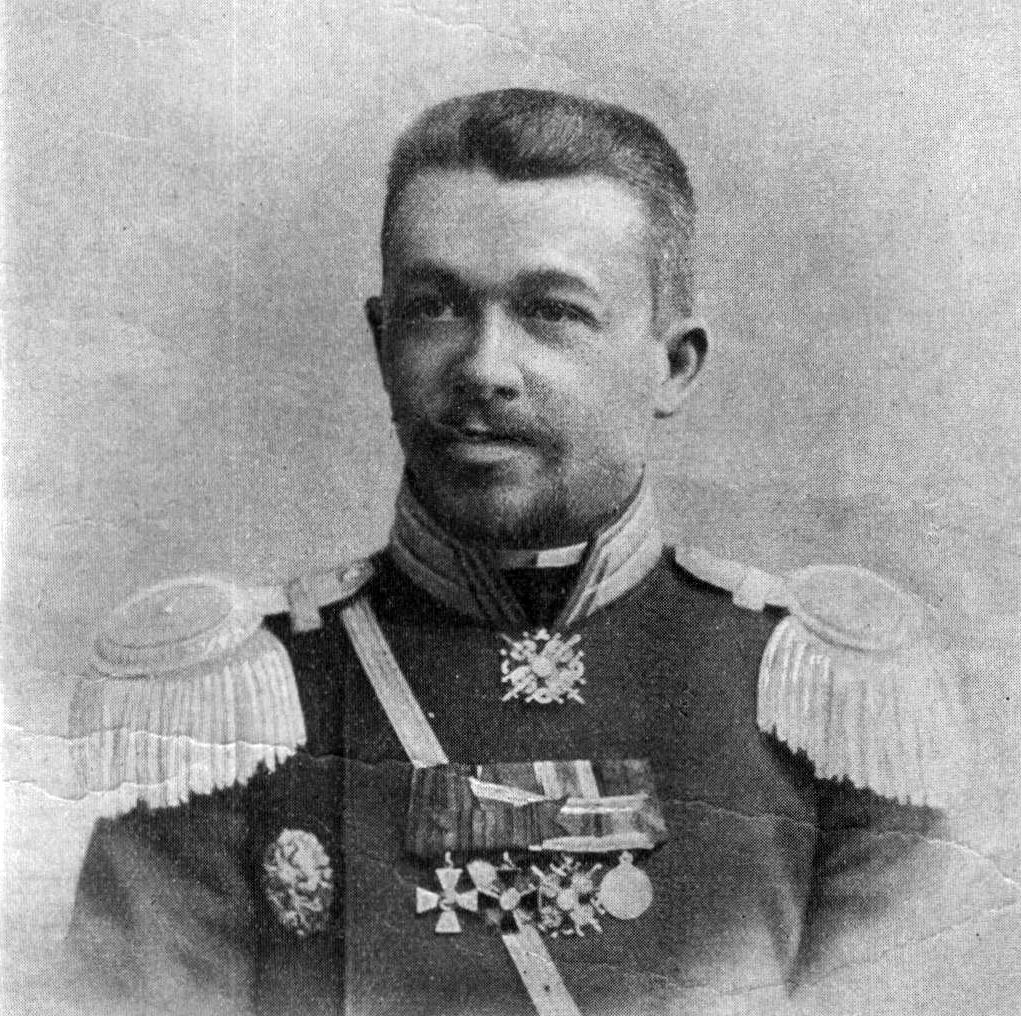
Військовий генерал-губернатор Одеси і командувачем усіма російськими військами в Одеському районі в 1919 році Шварц Олексій Володимирович
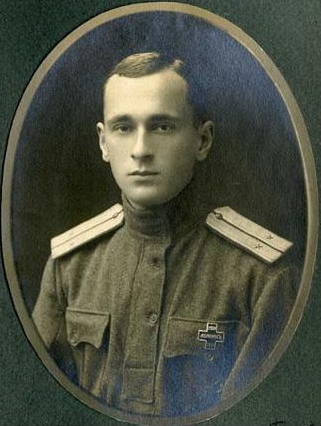
Сотник Лейб-Гвардії козачого полку Сагацкій Іван Іванович.

### Донбас в складі Вільної території
|  | Східна частина Запорізької губ. і західна Донецької - ось історичний очаг махновщини. - радянський воєначальник - Ейдеман Роберт Петрович |

#### Вільна територія в складі УРСР (лютий 1919— червень 1919)

Махно і Дибенко в Маріуполі початок 1919 року.

Докладніше: Бої за Донбас (січень - травень 1919)
12 травня 1919 року в Маріуполі відбувся з'їзд повстанських командирів РПАУ які оперували в Донбасі, серед них були: Н. Махно, Озеров, Радіонов, Гордін, Веретельников, Грановський, Серьогін, Данилов, Міхальов-Павленко, Куриленко, Петро-Петренко В. Белаш та ін. На з'їзді обговорювалося три питання 1) поточний момент і григор'євщина, 2) переукладання з Сов-урядом договору — про автономію Вільної території, 3) реорганізація 3-ї Задніпровської дивізії Н. Махно.
У підсумковій резолюції щодо переукладання з Сов-урядом договору було прийнято рішення про остаточне закріплення території Донбасу нинішньої Донецької області як частини Вільної території:
```
"Продовжити договір з Совправітельством. Доручити ВРС почати переговори в частині повної автономії 
Маріупольському
, ... і 
Бахмутському повітам
."
[
50
]
```

#### Вільна територія (жовтень 1919— січень 1920)

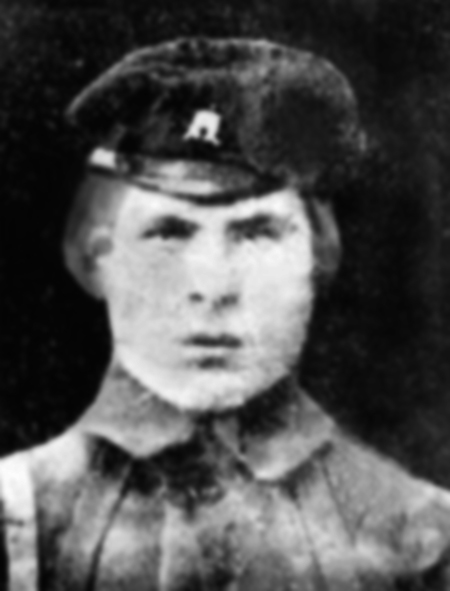
Повстанський отаман Авраменко Андрій керував повстанцями Донецької Луганської області в 1921 році.

Докладніше: Бої за Донбас (жовтень - листопад 1919)
27 листопада 1920 року, перебуваючи в Старобільську командування РПАУ уклав перемир'я з УРСР і було прийнято рішення про підписання другого союзного договору. Ідея підписання нового союзного договору полягала в тому, що повстанці хотіли отримати автономію Вільної території в складі УРСР.
На початку жовтня в Ізюм приїхала урядова місія УРСР в складі Іванова, Александрова, Васильєва, на спільних зборах штабу РПАУ і рад — представників, останні запевняли що договір буде підписаний в Вільна територія отримає автономію.
16 жовтня в Харкові представники РПАУ Попов Куриленко та радянського уряду УРСР Гусєв Бел Кун підписали військово-політичну угоду. Але при цьому пункт про автономію Вільної території не був включений, так як уряд УРСР хотів його винести на загальнопартійне обговорення. Але все ж вони обіцяли його підписати. У четвертому пункті який не був включений говорилося:
Організація в районі дій махновської армії, місцевим робітничо-селянським населенням вільних органів економічного і політичного самоврядування, їх автономія і федеративна зв'язок з державними органами Радянських республік.
Після підписання Старобільського угоди, 15 листопада, в усі райони Вільної території для організації місцевих повстанських частин і відправки їх на фронт  було відправлено представників СРП: в Бахмутський повіт — Сироватський, в Маріупольському повіті — Вдовиченко, в Таганрозькій повіті — Морозов, в Ізюмському повіті — Колісниченко. Крім офіційного наказу їм дали секретний наказ сформувати маршові загони, які в разі початку нових бойових дій з більшовиками повинні були виступити проти них в повітах.
Про формування повстанських частин В. Белаш писав:
"Так готувалася збройна сила в ім'я ідеалів ... автономії одного маленького району, практичних анархо комуністичних ідей, конкуренції махновського - соціалізму з державним комунізмом Раковського та П'ятакова."
Не дивлячись на всі обіцянки радянського уряду 4 пункт так і не був внесений в договір до самого моменту оголошення махновців поза законом. Після чого в Донбасі відновилася боротьба повстанців з більшовиками.

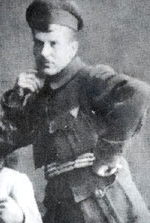
Повстанський отаман командир РПАУ Кожин Фома
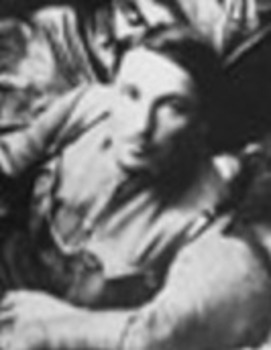
Повстанський отаман командир РПАУ Белочуб Пантелеймон Федорович
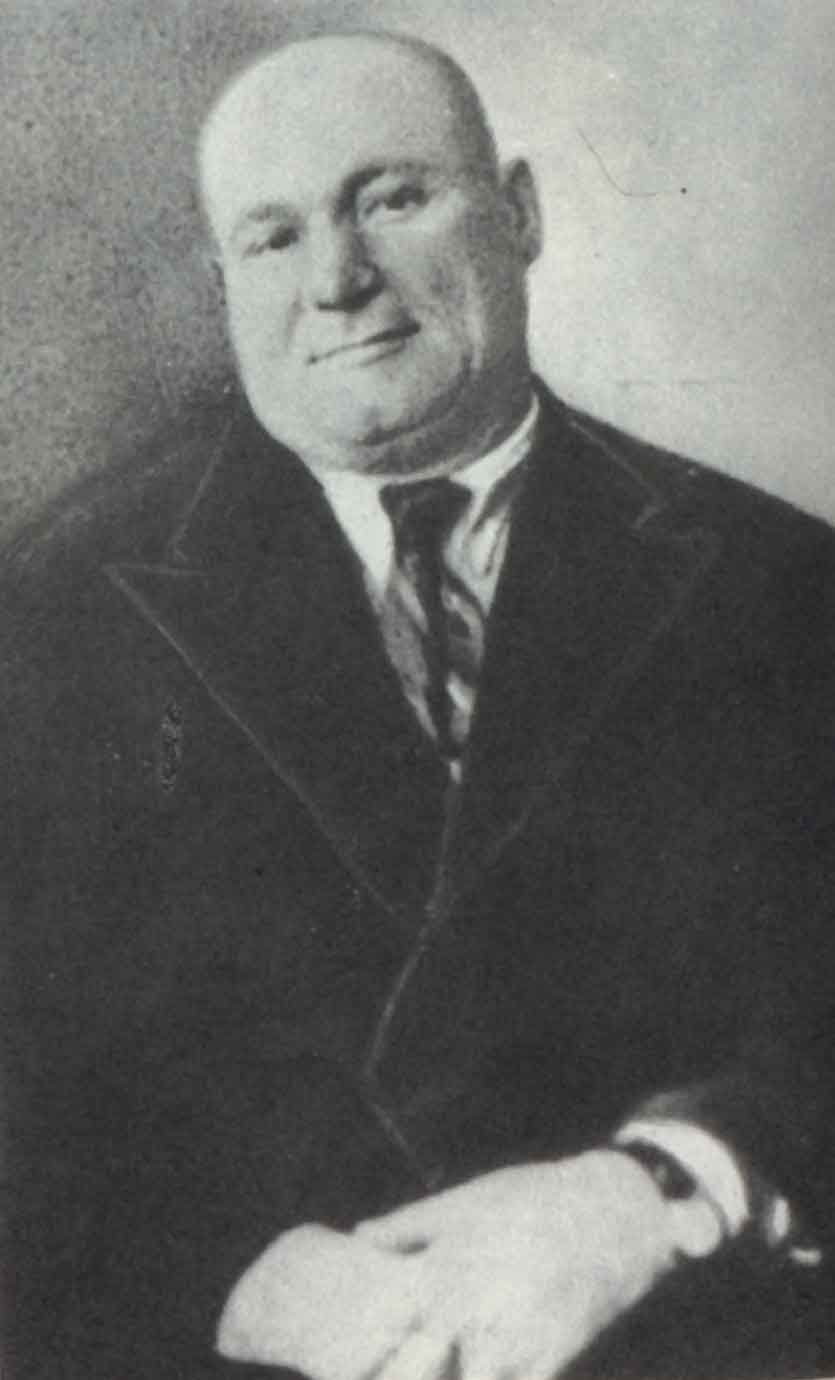
Повстанський отаман начальник контррозвідки РПАУ Задов Левко Миколайович
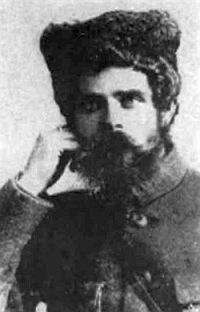
Повстанський отаман командир РПАУ Тарановський Юхим
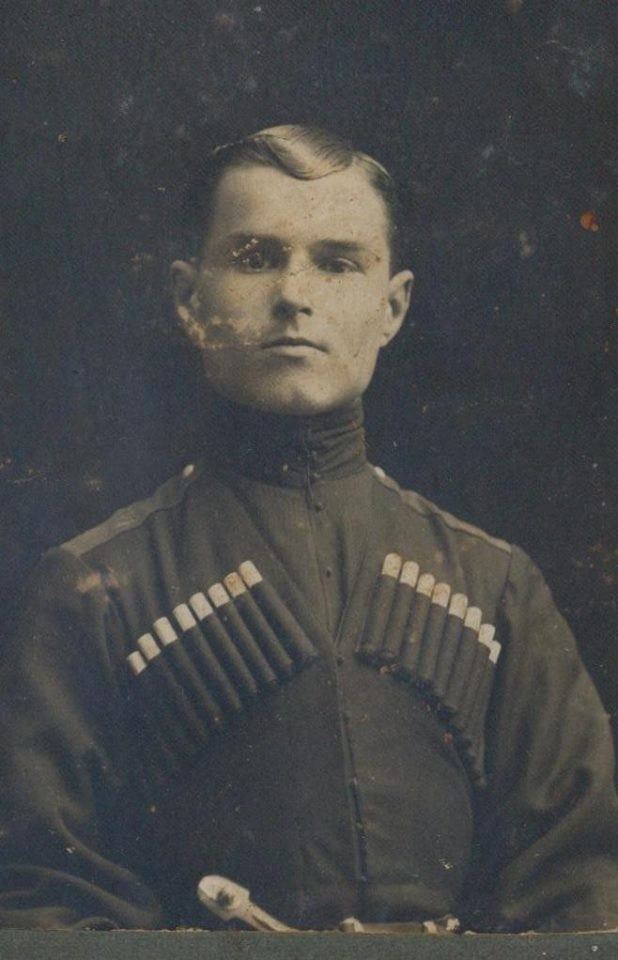
Повстанський отаман командир РПАУ Сіробаба Яків Матвійович

### Донбасівці на фронтах громадянської війни 1917—1921

Отаман Українського Далекосхідного Незалежного Війська Хрещатицький Борис Ростиславович

## У складі УРСР
Донецька губернія
Округа
Сталінська область

## Німецько радянська війна

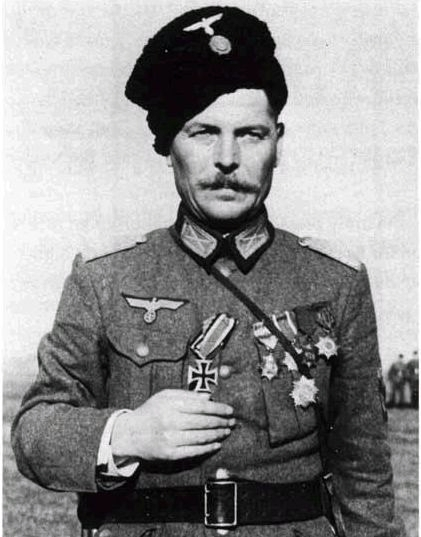
Генерал-майор ЗС Комітету визволення народів Росії, уродженець Донецької області Кононов Іван.

На час німецької влади обласному центру повернуто історичну назву Юзівка, області — Юзівська область.
Коли 23 жовтня після триденних боїв німці зайняли Сталіне, мешканці міста відчинили браму тюрми й побачили три ями, наповнені трупами. Деякі мерці були без рук і ніг. НКВД закопало й заасфальтувало в центрі міста 4000 невинних жертв. Решту розстріляних і закатованих у будинку на вулиці Артема 44, де тепер філармонія, а в 1932-66 рр. лютували чекісти, вивозили на „Рутченкове поле“ в Кіровському районі міста. В Донецькій області в 1930-50 рр. репресовано за політичними мотивами понад 100000 громадян. Тільки зараз встановлено пам'ятні знаки на місці деяких поховань цих невинних жертв.
- серпень 1941 — у Сталіно сформована 383-я шахтарська стрілецька дивізія.
- кінець жовтня 1941 — німецькі війська контролюють найбільші міста Донецької області.
- 3 листопада 1941 — слов'янський партизанський загін під командуванням М. І. Карнаухова в бою з каральним загоном в Теплінських лісах Сталінської області знищив 127 німецьких солдатів і офіцерів.
- листопад 1941 — лютий 1942 — діяльність в місті Дружківка підпільної комсомольської молодіжної організації „Ленінська іскра“.
- 22 лютого 1943 — постанова ГКО про відновлення вугільних шахт Донбасу.
- 18 серпня 1943 — початок наступу військ Південного фронту. Прорив Міус-фронту.
- 5 вересня 1943 — радянські війська взяли під контроль міста Артемівськ і Горлівку.
- 6 вересня 1943 — радянські війська взяли під контроль місто Констянтинівка.
- 6 вересня 1943 — радянські війська взяли під контроль Краматорськ.
- 8 вересня 1943 — радянські війська взяли під контроль Сталіно.
- 10 вересня 1943 — радянські війська взяли під контроль Маріуполь.

Водночас були намагання німецької адміністрації відновити роботу шахт та заводів. Але це не вдалося. Для потреб окупантів вугілля доводилося возити з Домбровського басейну. Дещо кращим було становище в царині легкої промисловості. Так, одним з найбільших підприємств в області був швейний комбінат у м. Маріуполі, що об'єднував 11 фабрик, на яких працювало 2000 робітників.
Німці з притаманною їм педантичністю склали чіткий план відновлювальних робіт. У лютому 1942 року головний інженер гірського товариства професор Б. П. Шестюк повідомляв „Вже працюють кілька шахт, наприклад“ Ново-Мушкетове», 12 «Похила», «Бутівка», 5 біс «Трудовська» та інші Починають давати вугілля шахти 1-2 «Смолянка», 4 «Лівенка» 1 «Щегловка». Йдуть відновлювальні роботи на найстаршій Юзівської шахті «Центральна-заводська»("Д. В. «від 12 лютого 1942 року»). Число шахтарів неухильно зростало. Так, на шахті «Смолянка» у квітні 1942 року за направленням біржі праці працювало 203 чоловік, а в листопаді — 822
В 1942 році у м. Сталіно налічувалося 1745 дрібних підприємств, в переважній більшості приватних. Працювали кооперативні товариства. Найбільше «Донбас» мало декілька майстерень та цехів, 2 шахти, на яких працювало 200 робітників. У 1942 році створено «Сталінторг», який мав 63 магазини. м'ясокомбінат, 21 пекарню.
Центральним друкованим органом у м. Сталіно (Юзівки) і області з 15 листопада 1941 року до 29 серпня 1943 року (під час німецької окупації) була газета «Донецкий вестник». Всього вийшло 207 номерів. Періодичність було 2-4 номера на тиждень. Тираж коливався в межах 25-65 тис. примірників. Найтриваліший час посаду редактора газети займав Г.Ковалевський.

## Новий час

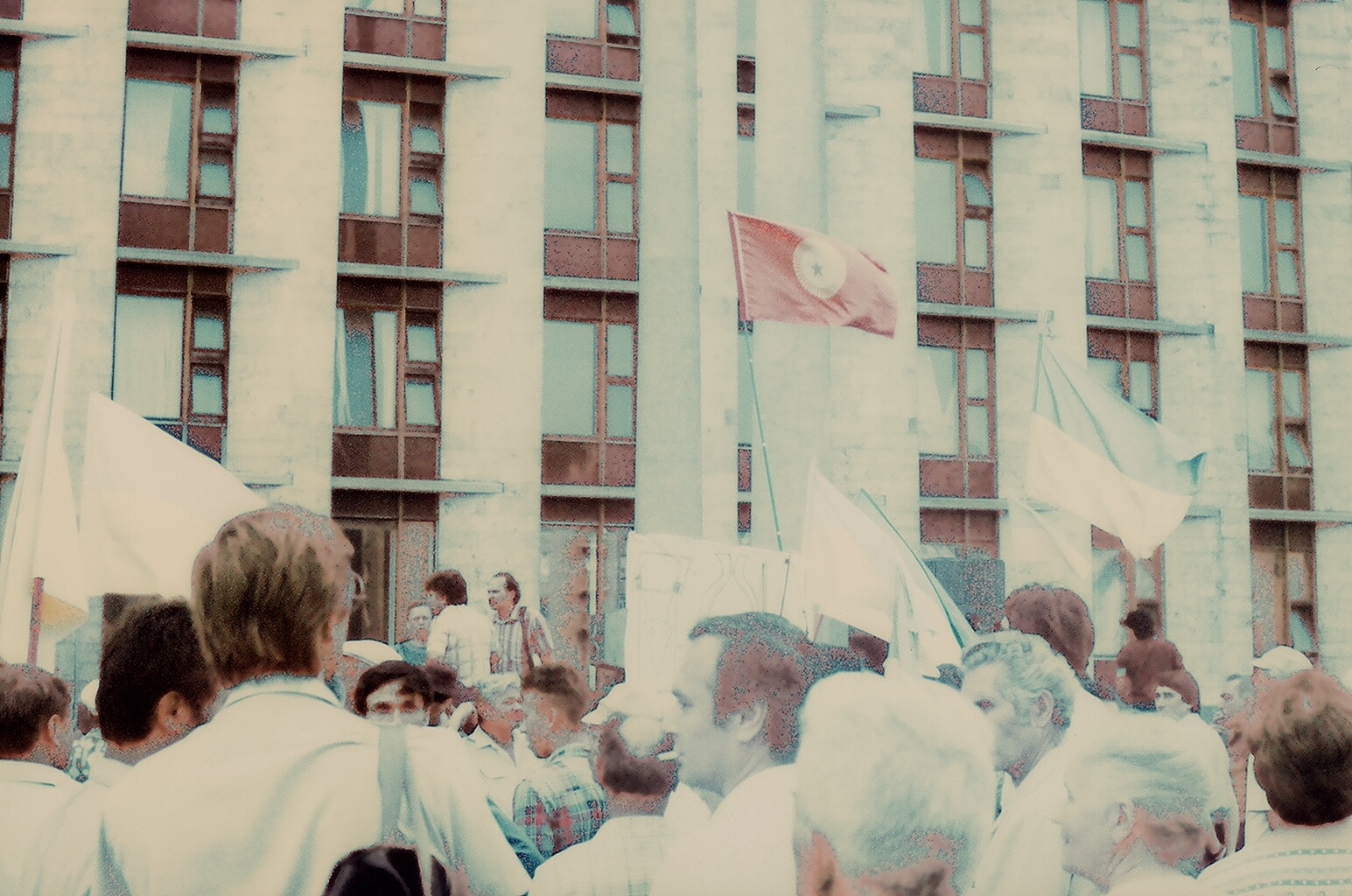
Шахтарсько-Рухівський мітинг біля Донецького обкому КПУ. 1990.

### Страйки шахтарів у 90-х
Страйки шахтарів Донбасу (1989-1990-ті роки)
Референдум на Донеччині та Луганщині 1994
Піші походи шахтарів на Київ
Псевдореферендуми на Донеччині та Луганщині 2014

### Війна на сході
Війна на сході України

### Утворення та ліквідація районів
17 липня 2020 року, народними депутатами України було затверджено постанову «Про створення і ліквідації районів», яке передбачає новий територіальний устрій України. Зокрема, Верховна Рада підтримала проект постанови № 3650 про ліквідацію 490 існуючих районів і створення замість них 136 нових районів.
Згідно з новим адміністративно-територіальним поділом Донецької області, створені такі райони: Бахмутський район, Волноваський район, Горлівський район, Донецький район, Кальміуський район, Краматорський район, Маріупольський район, Покровський район.

## Центри історичних адміністративних утворень
- стійбище Шаруконідів — стійбище ханів Чорної Куманом, яке знаходилося за одними відомостями між Слов'янськом і Краматорськом в 12 столітті.

## Керівники адміністративних одиниць на території області
Керівники Донбасу в період Української революції 1917—1921
- Малашко Михайло Васильович — 1-й комісар Донецького басейну від УЦР.
- Харечко Тарас Іванович — голова першої Донецької губернії, з 17 грудня 1917 до травня 1918 року.
- Сікевич Володимир Васильович — комендант Половецької землі УНР (Донецького району), квітень 1918.
- Юрій Желінський — староста Бахмутського повіту Української Держави.
- Давид Хораджаїв — староста Маріупольського повіту Української Держави.
- Васильченко Семен Пилипович — голова ЦВРКД з 17 січня — 5 лютого 1919.
- Смоляков Лазар Абрамович — голова Донецького губвиконкому з 5 лютого — 18 березня 1919.
- Сергєєв Федір Андрійович — голова Донецького губвиконкому з 18 березня 1919.
- Федоренко — грудень січень 1919—1920 керівник Донецької губернії.
- Антонов-Саратовський Володимир Павлович — 1920.
- Сергєєв Федір Андрійович — 26.4 — .1920
- Дробніс Яків Наумович — 10 — 12.1920
- Рухимович Мойсей Львович — 12.1920 — 1922

Прапор угорських племен які населяли Леведію.

Керівники Донецької області 

## Символіка області історія
На території на якій зараз знаходиться нинішня Донецька область в різні історичні преіод різні адміністративні утворення використовували різну символіку, військові прапори тамги, прапори, герби.